# 30. Juli
Der 30. Juli ist der 211. Tag des gregorianischen Kalenders (der 212. in Schaltjahren), somit bleiben 154 Tage bis zum Jahresende.

## Ereignisse

### Politik und Weltgeschehen

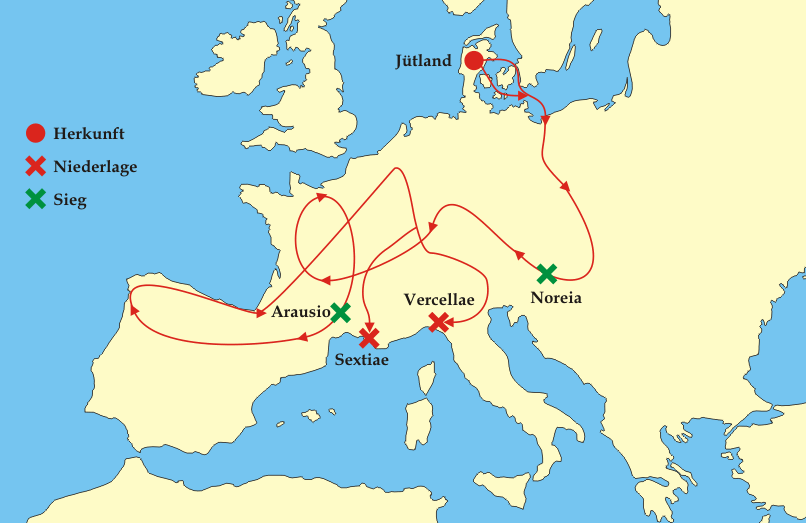
101 v. Chr.: Die Wanderung der Kimbern und Teutonen

- 0101 v. Chr.: Gaius Marius schlägt die Kimbern auf den Raudischen Feldern nahe Vercellae (das heutige Vercelli) vernichtend und bannt damit die Germanengefahr aus dem Norden.
- 0762: Der abbasidische Kalif Al-Mansūr gründet Bagdad als neue Hauptstadt.
- 1419: Der erste Prager Fenstersturz läutet in Mitteleuropa die Zeit der Hussitenkriege ein.

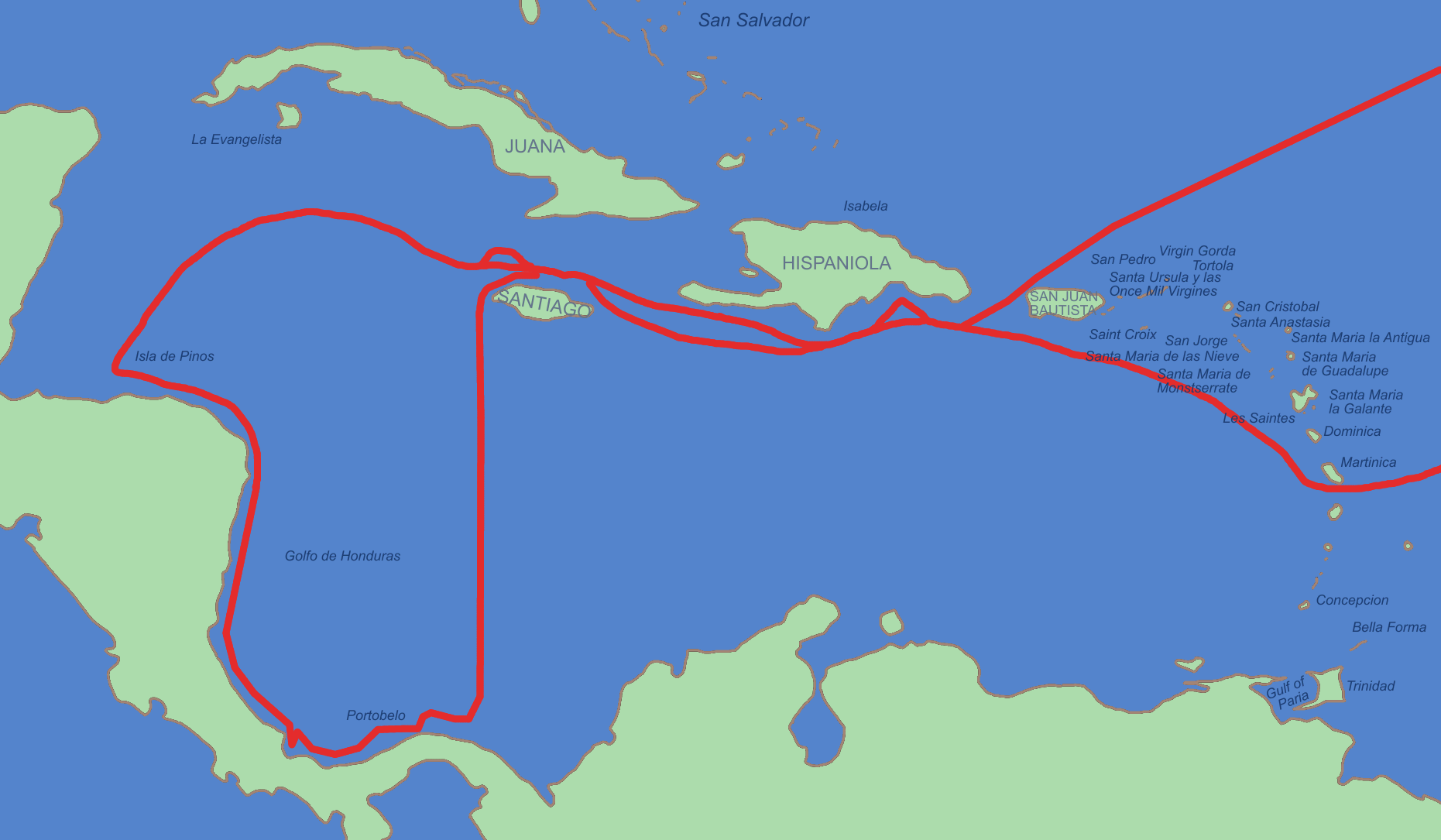
1502: Kolumbus’ vierte Reise

- 1502: Christoph Kolumbus betritt auf seiner vierten Reise die karibische Insel Guanaja nahe der Nordküste des heutigen Honduras.
- 1505: Auf dem Reichstag zu Köln entscheidet Maximilian I. den Landshuter Erbfolgekrieg: Das Herzogtum Pfalz-Neuburg entsteht.
- 1656: Im Zweiten Nordischen Krieg siegt ein schwedisch-brandenburgisches Heer in der Schlacht bei Warschau über eine zahlenmäßig überlegene Armee aus Polen und Krimtataren.
- 1775: James Cook kehrt nach drei Jahren und 18 Tagen von seiner zweiten Südseereise nach Großbritannien zurück.
- 1792: Ein Freiwilligenbataillon aus Marseille zieht in Paris ein und singt dabei das Marschlied Chant de guerre pour l’armée du Rhin, das zum Kampflied der Revolution avanciert und unter dem Namen Marseillaise bekannt wird.
- 1809: Auf der Insel Walcheren in der niederländischen Provinz Zeeland beginnt im Fünften Koalitionskrieg eine britische Invasion mit einer Stärke von 39.000 Mann. Diese Walcheren-Expedition scheitert später am 10. Dezember.
- 1811: Der mexikanische Priester und Revolutionär Miguel Hidalgo wird nach einem Todesurteil der spanischen Inquisition hingerichtet.
- 1815: Unter dem Kommando von Otto von Kotzebue bricht das russische Kriegsschiff Rurik von St. Petersburg aus zu einer Expedition auf der Suche nach der Nordwestpassage auf. Die Reise wird drei Jahre dauern und einmal um die Welt führen.
- 1839: Im Ersten Anglo-Afghanischen Krieg gelingt britischen Truppen die Einnahme der afghanischen Hauptstadt Kabul.
- 1847: Die Hinrichtung dreier Maya-Führer führt zu einem Aufstand der Maya-Bevölkerung in der Republik Yucatán. Der sogenannte Kastenkrieg dauert bis 1901 und bleibt für die Maya letztlich erfolglos.
- 1861: König Dosunmu von Lagos tritt an Bord der HMS Prometheus nach Drohungen von Commander Bedingfield sein Reich an das Vereinigte Königreich ab. Die 3 km² große nigerianische Insel wird britische Kolonie. Dosunmu behält seine repräsentativen Ämter. Lagos wird Ausgangspunkt der britischen Eroberung des heutigen Nigeria bis 1903.
- 1864: In der Kraterschlacht während des Amerikanischen Bürgerkriegs besiegen die Südstaaten die Nordstaaten, nachdem diese versucht haben, die gegnerischen Reihen nach einer unterirdischen Explosion zu durchbrechen.

1878: Ergebnisse der „Attentatswahl“

- 1878: Die deutsche Reichstagswahl wird nach zwei in diesem Jahr vorausgegangenen Attentaten auf den Kaiser Wilhelm I. von den Konservativen gewonnen, die nun eine Mehrheit für das vom Reichskanzler Otto von Bismarck gewünschte Sozialistengesetz finden können.
- 1893: Rosa Luxemburg, Leo Jogiches und Julian Balthasar Marchlewski gründen als revolutionäre Alternative in Polen und Litauen die Sozialdemokratische Arbeiterpartei Polens und Litauens.
- 1903: In Brüssel wird insgeheim der II. Parteitag der Sozialdemokratischen Arbeiterpartei Russlands eröffnet. Er muss bald darauf nach London verlegt werden, weil die Polizei die Delegierten zum Verlassen Belgiens auffordert.
- 1914: Zar Nikolaus II. befiehlt die Generalmobilmachung der russischen Armee und setzt damit die Aktivierung der Bündnisverpflichtungen in Gang, die in den Ersten Weltkrieg münden.
- 1916: Die vermutlich durch Sabotage deutscher Agenten herbeigeführte Black-Tom-Explosion von 1000 Tonnen Munition in Jersey City tötet bis zu sieben Menschen und beschädigt die Freiheitsstatue.

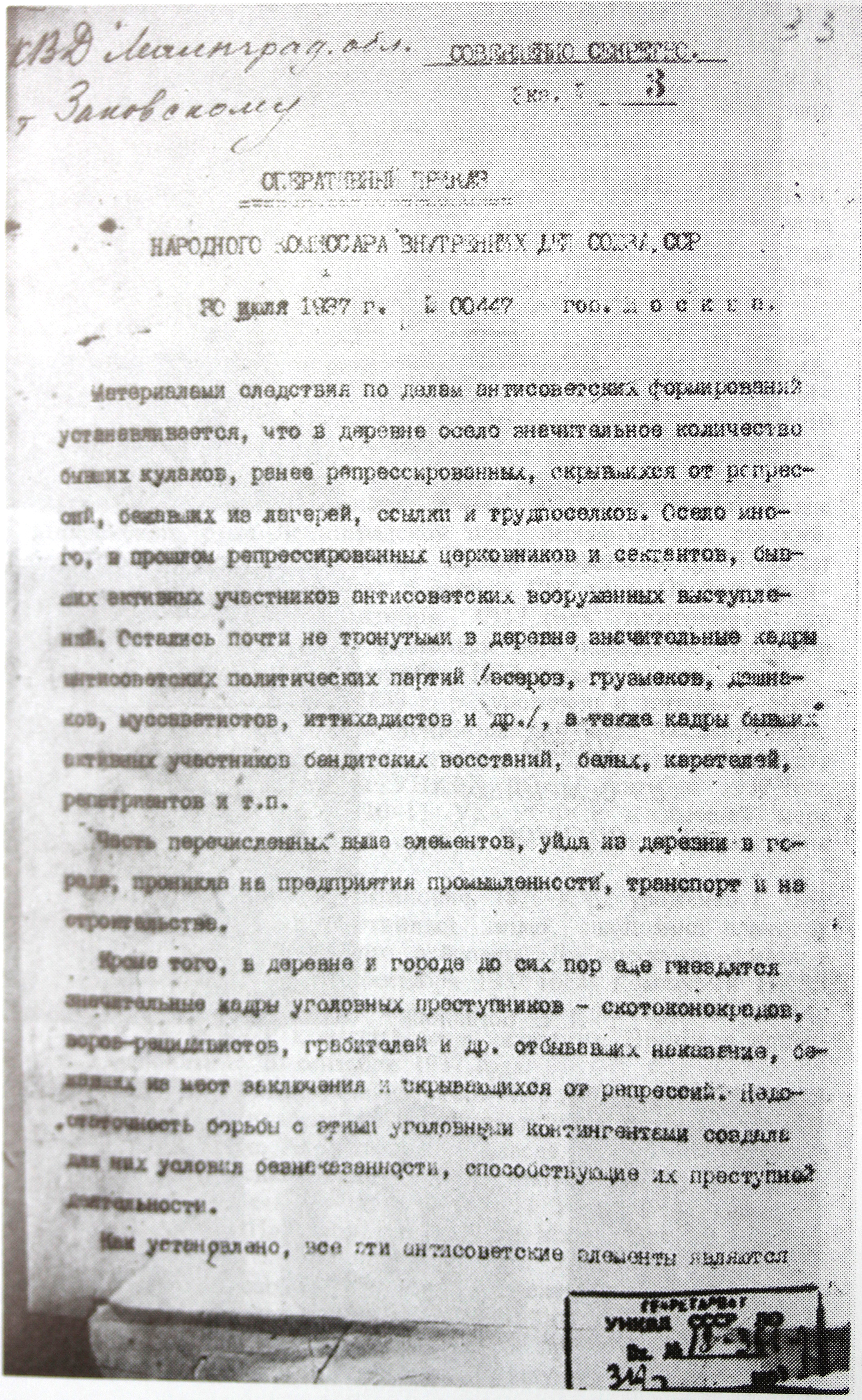
1937: NKWD-Befehl Nr. 00447

- 1937: Nikolai Iwanowitsch Jeschow, Chef des sowjetischen Geheimdiensts NKWD unterzeichnet den NKWD-Befehl Nr. 00447. Auf seiner Grundlage werden im Zeitraum von August 1937 bis November 1938 zirka 800.000 Personen erschossen oder in Lager des Gulag eingewiesen. Der Befehl ist die umfassendste aller sogenannten Massenoperationen des Großen Terrors in der Sowjetunion.
- 1941: Die polnische Exilregierung, vertreten durch Ministerpräsident Władysław Sikorski, und der sowjetische Botschafter in Großbritannien, Iwan Michailowitsch Maiski, schließen das Sikorski-Maiski-Abkommen zur gemeinsamen Bekämpfung des Dritten Reichs, das aber auf Grund des zwei Jahre später bekannt werdenden Massakers von Katyn keine praktische Bedeutung erlangt.

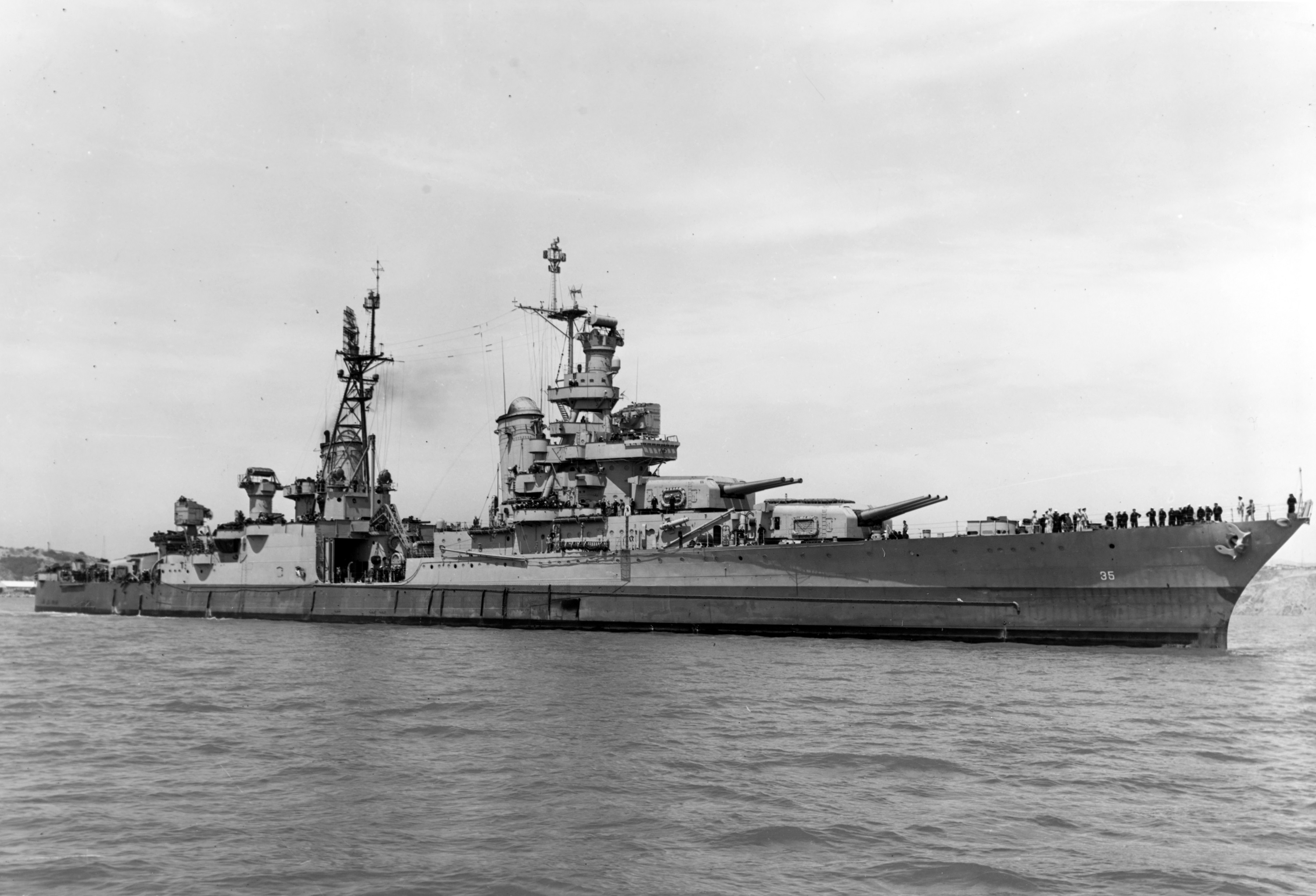
1945: Die USS Indianapolis

- 1945: Das japanische U-Boot I-58 versenkt die USS Indianapolis, die wenige Tage zuvor Teile für die Atombomben von der US-Westküste nach Tinian gebracht hat. Aufgrund der hohen Geheimhaltungsstufe werden erst nach fünf Tagen durch Zufall die letzten 316 Überlebenden der 1196 Mann starken Besatzung entdeckt.
- 1958: Das angerufene Bundesverfassungsgericht hält eine beabsichtigte Volksbefragung über die Aufstellung von Kernwaffen unter NATO-Oberbefehl im deutschen Bundesgebiet für verfassungswidrig. Die von einem breiten Bündnis getragene Bewegung Kampf dem Atomtod gibt daraufhin ihre Kampagne auf.
- 1965: US-Präsident Lyndon B. Johnson unterzeichnet das Gesetz, mit dem Medicare und Medicaid eingeführt werden.
- 1975: Die Organisation Amerikanischer Staaten hebt die 1964 auf Druck der USA verhängten Sanktionen gegen Kuba auf.
- 1975: Jimmy Hoffa, ehemaliger Präsident der amerikanischen Transportarbeitergewerkschaft Teamsters, verschwindet spurlos.
- 1977: Jürgen Ponto, Vorstandssprecher der Dresdner Bank, wird in seinem Haus in Oberursel (Taunus) in einer RAF-Aktion von Christian Klar und Brigitte Mohnhaupt erschossen.

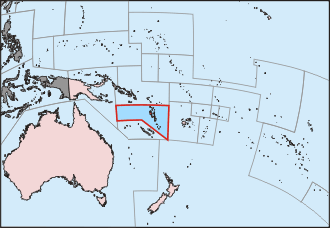
1980: Lage Vanuatus

- 1980: Vanuatu erhält durch die Zustimmung der beiden Schutzmächte Frankreich und Großbritannien seine volle Souveränität zu der am 18. Februar erklärten Unabhängigkeit.
- 1980: Die Knesset beschließt das Jerusalem-Gesetz, das ganz Jerusalem, inklusive des besetzten Ostjerusalem, zur „ewigen Hauptstadt“ Israels erklärt.
- 2000: Hugo Chávez wird mit fast 60 % Stimmenanteil zum zweiten Mal zum Präsidenten von Venezuela gewählt.

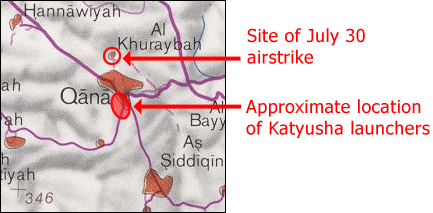
2006: Der Angriff auf Kana

- 2006: Während des Libanonkrieges führt die israelische Luftwaffe einen Luftangriff auf den Ort Kana durch, bei dem 27 Personen ums Leben kommen.
- 2007: Das britische Militär beendet in der Nacht auf den 31. Juli seine 38 Jahre dauernde Anwesenheit in Nordirland. Um Mitternacht übernimmt die Polizei die alleinige Verantwortung für die innere Sicherheit.
- 2008: Der frühere, untergetauchte Präsident der Republika Srpska, Radovan Karadžić wird der Obhut der United Nations Detention Unit in Den Haag übergeben. Er muss sich vor dem Internationalen Strafgerichtshof wegen Verbrechen in seiner Amtszeit verantworten.

### Wirtschaft
- 1838: Im Dresdner Münzvertrag wird der Doppeltaler als gemeinsame Münze des Deutschen Zollvereins geschaffen.
- 1909: Eugène Schueller gründet die Société française de teinture inoffensives pour cheveux, aus der der Kosmetik-Konzern L’Oréal entsteht.
- 1935: Mit dem Angebot der ersten zehn preiswerten Penguin-Books-Taschenbücher revolutioniert Allen Lane den britischen Buchmarkt.
- 1939: In Belgien wird der Albert-Kanal eröffnet. Die Wasserstraße verbindet die Städte Lüttich und Antwerpen.
- 2003: Der letzte VW Käfer rollt im Volkswagenwerk in Puebla (Mexiko) vom Band.

### Wissenschaft und Technik
- 1741: Vitus Bering entdeckt während der Zweite Kamtschatkaexpedition Alaska.
- 1908: Der Zoologe und Freidenker Ernst Haeckel schenkt aus Anlass ihres 350-jährigen Bestehens der Friedrich-Schiller-Universität Jena das von ihm gegründete Phyletische Museum.

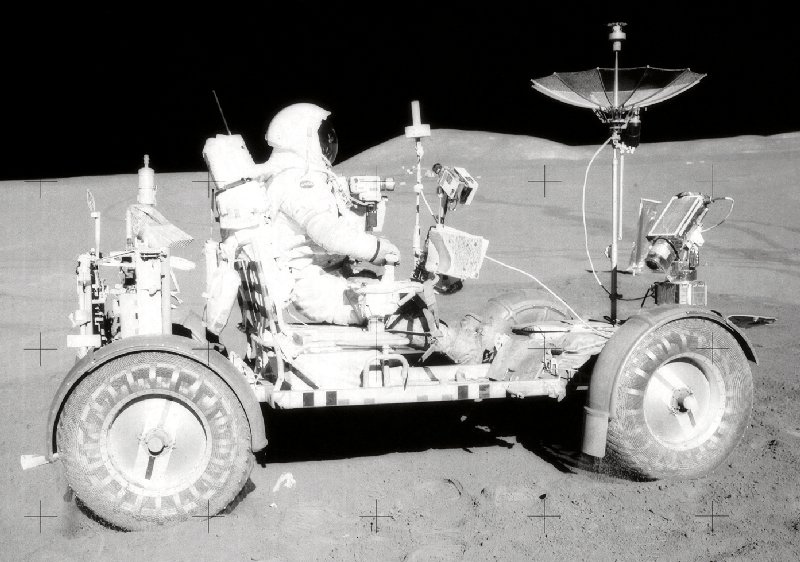
1971: David Scott im Rover

- 1971: David Randolph Scott und James Irwin landen mit der Mondlandefähre der Apollo 15 als vierte NASA-Mission auf dem Mond, auf dem sie drei Tage verbringen werden. Bei dieser Mission kommt erstmals das Lunar Roving Vehicle zum Einsatz.
- 1982: Die Universität Kastilien-La Mancha wird gegründet.
- 2020: Die NASA-Mission Mars 2020 wird gestartet.

### Kultur

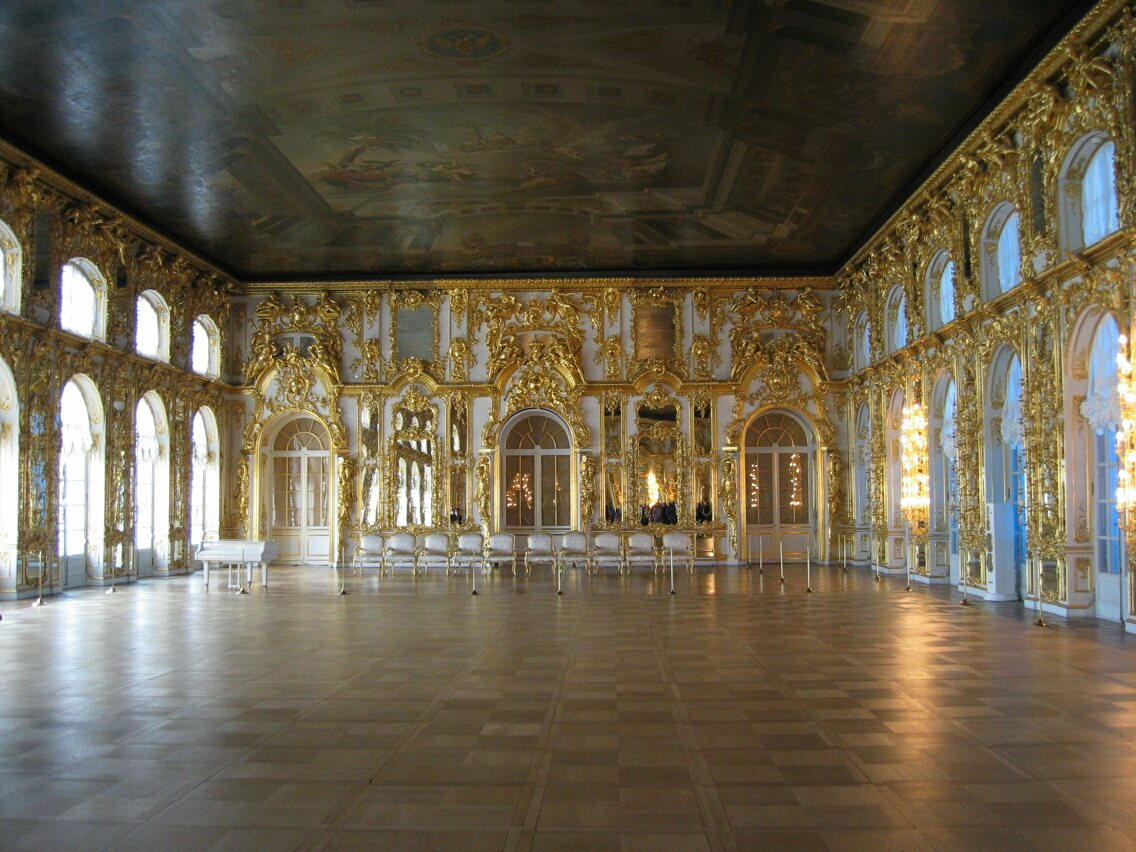
1756: Ballsaal des Katharinenpalasts

- 1756: Der Architekt Bartolomeo Francesco Rastrelli präsentiert Zarin Elisabeth I. und dem Hofstaat den rundum erneuerten Katharinenpalast.

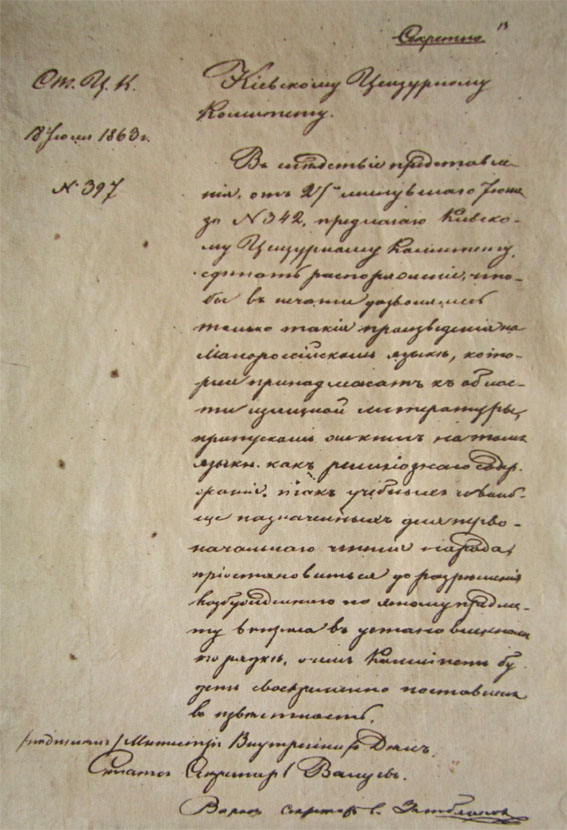
Walujew Zirkular, 1863

- 1863: Der russische Innenminister Pjotr Walujew erlässt das Walujew-Zirkular, mit dem viele Veröffentlichungen (religiöse, pädagogische und Literatur, die für die Grundschulbildung der Bürger empfohlen wurden, sowie Belles Lettres) in ukrainischer Sprache verboten werden.
- 1932: Der in Technicolor produzierte Kurzfilm Flowers and Trees wird in der Reihe der Silly-Symphonies-Filme uraufgeführt. Er wird später Walt Disney den ersten Oscar in der Rubrik Bester animierter Kurzfilm einbringen.

### Religion
- 0657: Der vier Wochen zuvor gewählte Papst Vitalian wird inthronisiert.
- 1806: Mit königlicher Genehmigung darf im katholischen München die erste protestantische Kirchengemeinde in der bayerischen Hauptstadt errichtet werden.

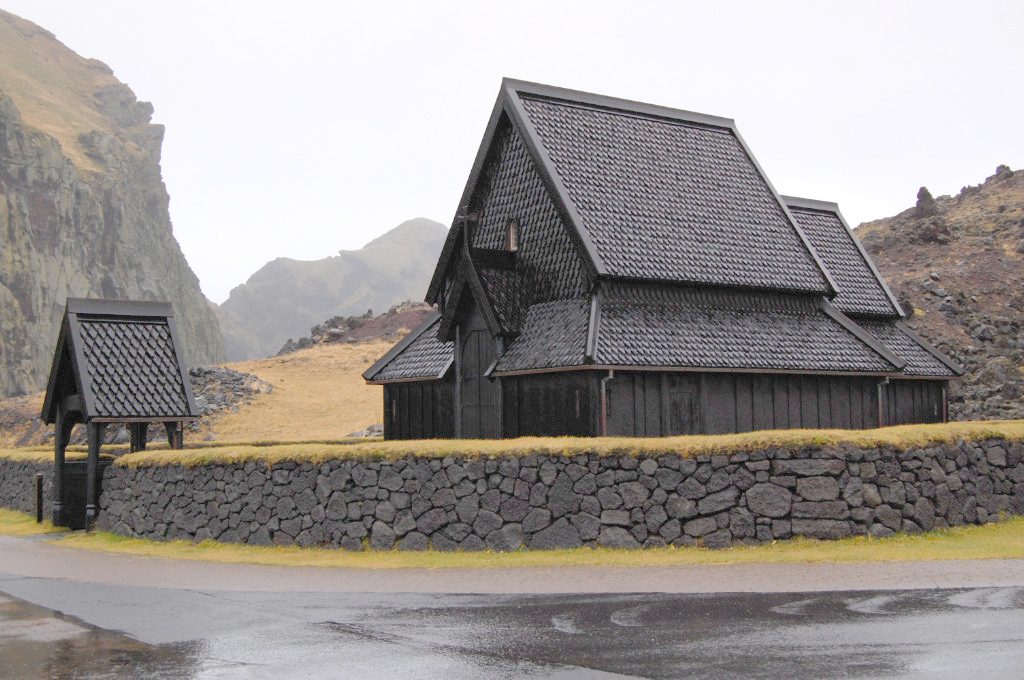
2000: Stabkirche Heimaey

- 2000: Das tausendjährige Jubiläum der Errichtung des ersten Sakralbaus auf Island nimmt Norwegen zum Anlass, dem Inselstaat die Stabkirche Heimaey, einen Nachbau einer mittelalterlichen Stabkirche, zu schenken.

### Katastrophen
- 1814: Ein Brand zerstört die bayerische Stadt Tirschenreuth fast vollständig.

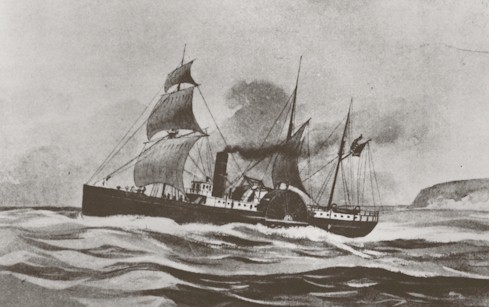
1865: Brother Jonathan

- 1865: Bei stürmischer See prallt der Raddampfer Brother Jonathan vor Crescent City an der kalifornischen Küste auf einen bis dahin nicht verzeichneten Unterwasserfelsen und sinkt. 225 Passagiere und Besatzungsmitglieder ertrinken.
- 1871: Beim schwersten Fährunglück im New Yorker Hafen kommen 125 Personen ums Leben, als der Kessel der Passagierfähre Westfield explodiert.
- 1917: Ein Erdbeben der Stärke 6,5 in der Republik China fordert ca. 1800 Tote.
- 1971: Über der japanischen Stadt Morioka kollidiert eine Boeing 727 mit einem F-86-Kampfjet; dabei sterben 162 Menschen.
- 2004: In dem belgischen Dorf Ghislenghien explodiert eine Gas-Pipeline. 24 Menschen sterben, 132 weitere Menschen werden teilweise schwer verletzt.

Kleinere Unglücksfälle sind in den Unterartikeln von Katastrophe und in der Liste von Katastrophen aufgeführt.

### Sport
- 1845: Der ATV Leipzig 1845 wird gegründet.
- 1927: Als erstem Europäer gelingt Edi Hans Pawlata die Eskimorolle.
- 1930: Uruguay gewinnt die erste Fußball-Weltmeisterschaft im Endspiel gegen Argentinien mit 4:2.

1932: Logo der Olympischen Sommerspiele

- 1932: Die X. Olympischen Sommerspiele in Los Angeles werden eröffnet.
- 1966: England wird bei der Weltmeisterschaft im eigenen Land durch einen 4:2-Sieg nach Verlängerung gegen Deutschland zum ersten Mal Fußballweltmeister. Geoff Hurst erzielt dabei das berühmte Wembley-Tor zum zwischenzeitlichen 3:2.
- 1995: Als erster deutscher Formel-1-Pilot gewinnt der Kerpener Michael Schumacher auf seinem Benetton-Renault den Großen Preis von Deutschland auf dem Hockenheim-Ring.
- 1997: Im britischen Sunderland wird das für Fußballspiele neu erbaute Stadium of Light feierlich eröffnet.
- 2002: Lisa Leslie vollführt als erste Spielerin der nordamerikanischen Women’s National Basketball Association einen Slam Dunk.

Einträge von Leichtathletik-Weltrekorden befinden sich unter der jeweiligen Disziplin unter Leichtathletik.
Einträge zu Fußballweltmeisterschaftsspielen finden sich in den Unterseiten von Fußball-Weltmeisterschaft. Das Gleiche gilt für Fußball-Europameisterschaften.

## Geboren

### Vor dem 18. Jahrhundert
- 1294: Chungsuk Wang, 27. König des koreanischen Goryeo-Reiches
- 1470: Hongzhi, chinesischer Kaiser der Ming-Dynastie

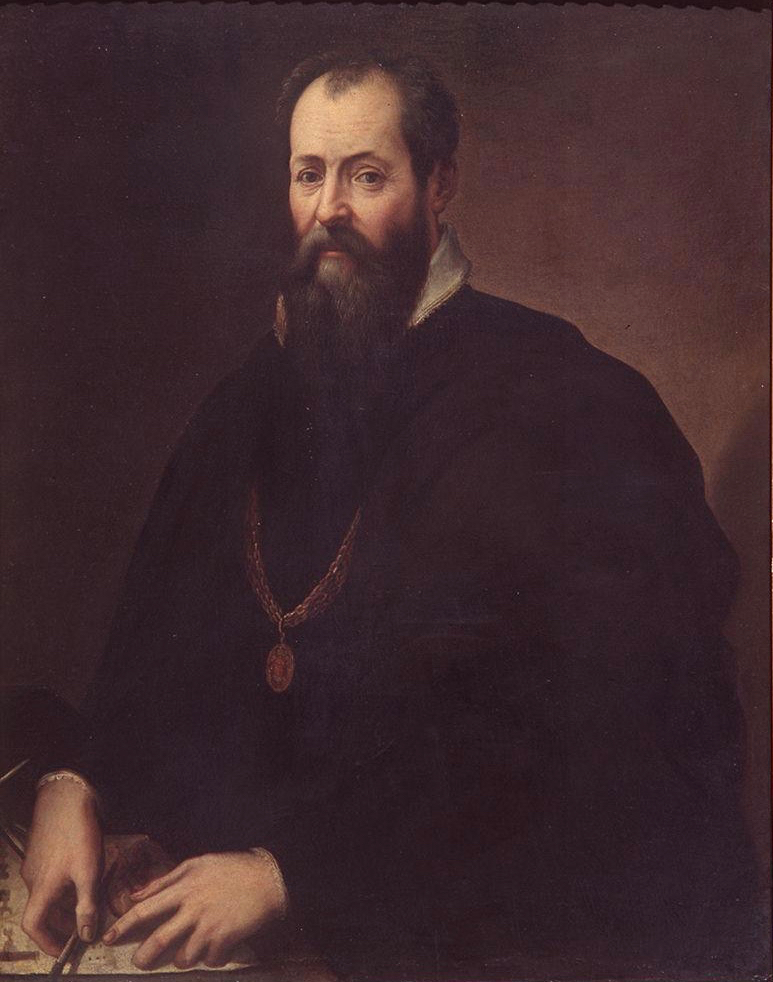
Giorgio Vasari (* 1511)

- 1511: Giorgio Vasari, italienischer Maler
- 1537: Christoph zu Mecklenburg, Administrator zu Ratzeburg und der Komturei Mirow
- 1563: Georg Eberhard von Solms, niederländischer Adeliger und Obrist
- 1549: Ferdinando I. de’ Medici, Großherzog der Toskana
- 1561: Johann V. von Pernstein, böhmisch-mährischer Adliger und Direktor der kaiserlichen Artillerie
- 1579: Tokugawa Hidetada, japanischer Shogun
- 1593: Wilhelm, Markgraf von Baden
- 1594: Jeremias Siegel, deutscher frühkapitalistischer Unternehmer
- 1601: Anna Eleonore von Hessen-Darmstadt, Herzogin von Braunschweig
- 1603: Johannes Coccejus, deutscher protestantischer Theologe
- 1625: Philipp Franz von Arenberg, Herzog von Arenberg und Herzog von Aarschot
- 1625: Sibylle Hedwig von Sachsen-Lauenburg, Herzogin von Sachsen-Lauenburg
- 1641: Reinier de Graaf, niederländischer Arzt und Forscher
- 1645: Miguel Núñez de Sanabria, spanischer Jurist und Vizekönig von Peru
- 1670: Carlo Archinto, italienischer Adliger

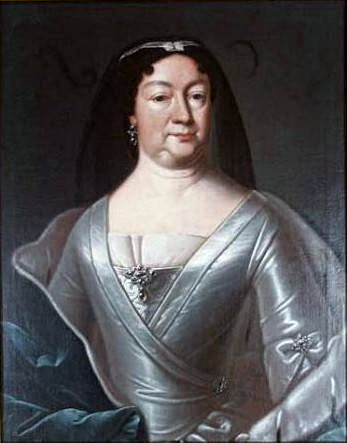
Sophia Albertine von Erbach-Erbach (* 1683)

- 1683: Sophia Albertine von Erbach-Erbach, Herzogin von Sachsen-Hildburghausen

### 18. Jahrhundert
- 1721: Antonín Boll, tschechischer Philosoph und Jesuit
- 1746: Louise du Pierry, französische Astronomin
- 1751: Hermann, Fürst von Hohenzollern-Hechingen

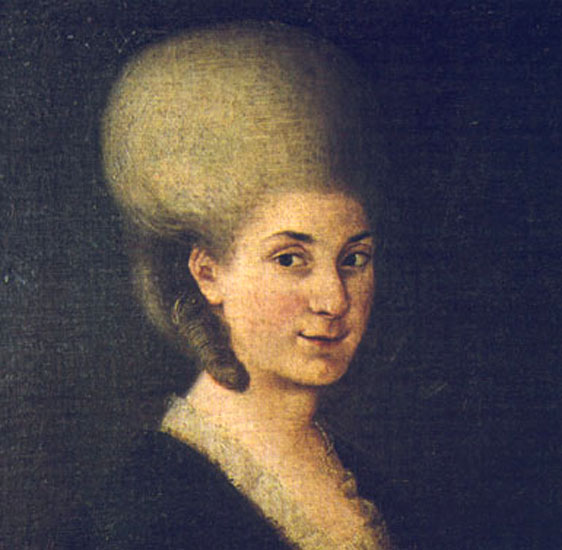
Maria Anna Mozart (* 1751)

- 1751: Maria Anna Mozart, österreichische Komponistin, Schwester von Wolfgang Amadeus Mozart
- 1759: Marianne Baumann, deutsche Schauspielerin
- 1762: Juan O’Donojú, spanischer Offizier, Vizekönig von Neuspanien
- 1763: Gottlieb von Ehrhart, deutscher Mediziner
- 1764: Carl Friedrich Ludwig von Gontard, preußischer Offizier, Platzmajor von Berlin
- 1764: Emil Ludwig Philipp Schröder, deutscher Geistlicher und Jugendschriftsteller
- 1766: Carlo Ignazio Pozzi, deutscher Architekt und Baumeister
- 1767: Julie Candeille, französische Komponistin, Musikerin, Dramatikerin und Schauspielerin
- 1768: Friedrich August Marschall von Bieberstein, deutscher Botaniker und Forschungsreisender
- 1770: José Ignacio de Gorriti, argentinischer Offizier und Politiker, General im Unabhängigkeitskrieg, Gouverneur von Salta
- 1770: Ignaz von Sonnleithner, österreichischer Jurist und Autor
- 1772: Ignaz zu Hardegg, österreichischer General der Kavallerie und Hofkriegsratspräsident

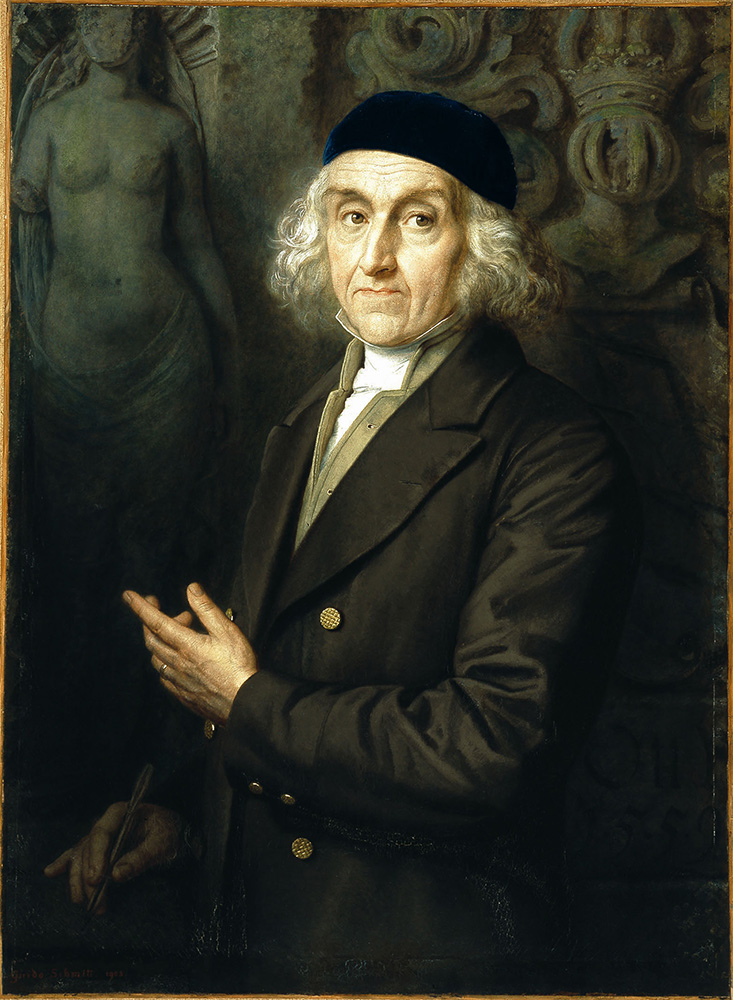
Charles de Graimberg (* 1774)

- 1774: Charles de Graimberg, französischer Kupferstecher und Landschaftsmaler
- 1776: Maximilian Speck von Sternburg, deutscher Kaufmann, Unternehmer und Kunstsammler
- 1777: Karl von Grolman, preußischer General und Stabschef
- 1777: Johann Friedrich Röhr, sächsischer Theologe
- 1777: Johann Caspar Schlimbach, deutscher Orgel- und Instrumentenbauer
- 1780: Julius Friedrich Winzer, deutscher Ethiker und evangelischer Theologe
- 1784: Leopold Schefer, deutscher Dichter und Komponist
- 1792: John Anderson, US-amerikanischer Jurist und Politiker, Mitglied des Repräsentantenhauses
- 1794: Johann Martin Lappenberg, deutscher Historiker
- 1800: Ignaz Schwörer, deutscher Gynäkologe und Geburtshelfer

### 19. Jahrhundert

#### 1801–1850
- 1801: Louis Napoléon Lannes, französischer Staatsmann und Diplomat
- 1802: Wilhelm von Borries, Politiker des Königreichs Hannover
- 1808: Ida Frick, deutsche Schriftstellerin

Leonhard von Blumenthal (* 1810)

- 1810: Leonhard von Blumenthal, preußischer Generalfeldmarschall
- 1811: Franz Schott, deutscher Musikverleger
- 1814: Johann Georg Halske, deutscher Unternehmer
- 1815: Herman Severin Løvenskiold, norwegischer Komponist
- 1817: Johan Fredrik Åbom, schwedischer Architekt
- 1817: Gottlieb Leonhard Gaiser, deutscher Kaufmann

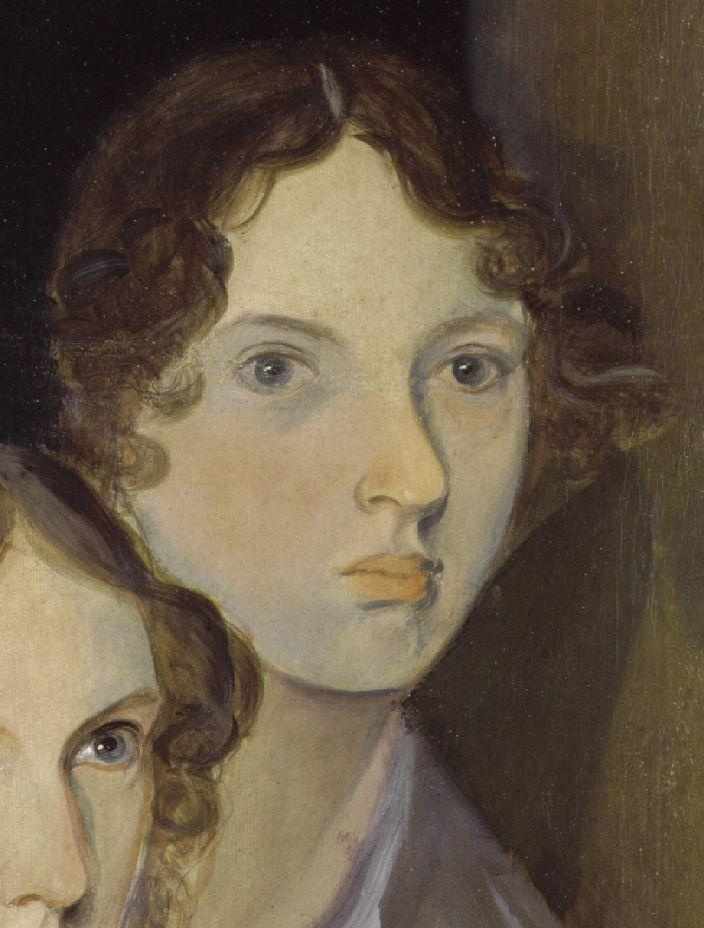
Emily Brontë (* 1818)

- 1818: Emily Brontë, britische Schriftstellerin
- 1822: James P. T. Carter, US-amerikanischer Politiker
- 1826: Reinhard von Adelebsen, deutscher Politiker
- 1828: François-Auguste Gevaert, belgischer Komponist und Musikschriftsteller
- 1833: Karl Ludwig von Österreich, Erzherzog, Vater des österreich-ungarischen Thronfolgers Franz Ferdinand
- 1835: August Freund, galizischer Chemiker
- 1842: Vojtěch Hřímalý, tschechischer Komponist, Dirigent und Geiger
- 1845: Wilhelm Koch, deutscher Mundartautor
- 1848: Franz Borgias Maerz, deutscher Orgelbauer
- 1848: Mathilde von Mevissen, deutsche Frauenrechtlerin

#### 1851–1900

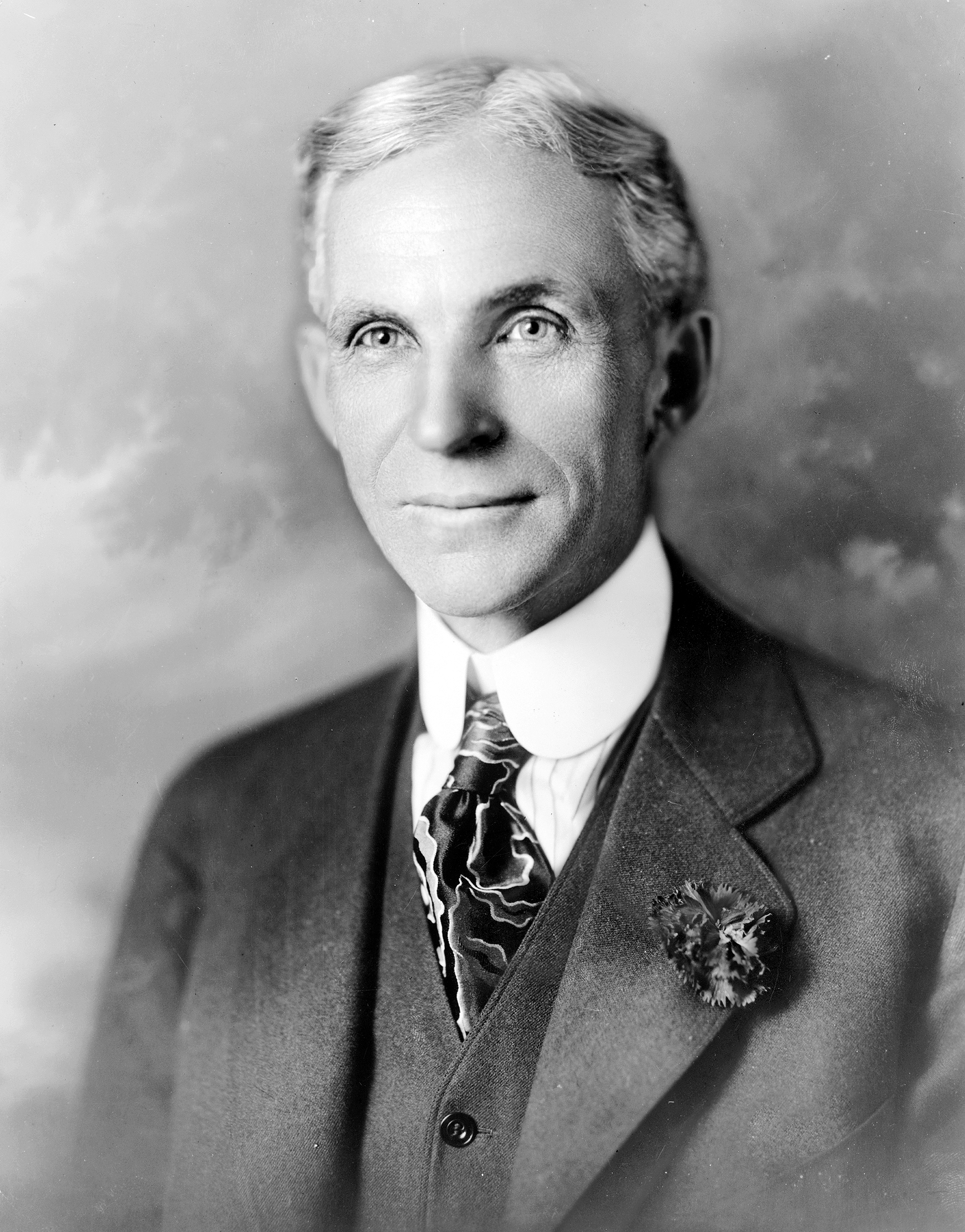
Henry Ford (* 1863)
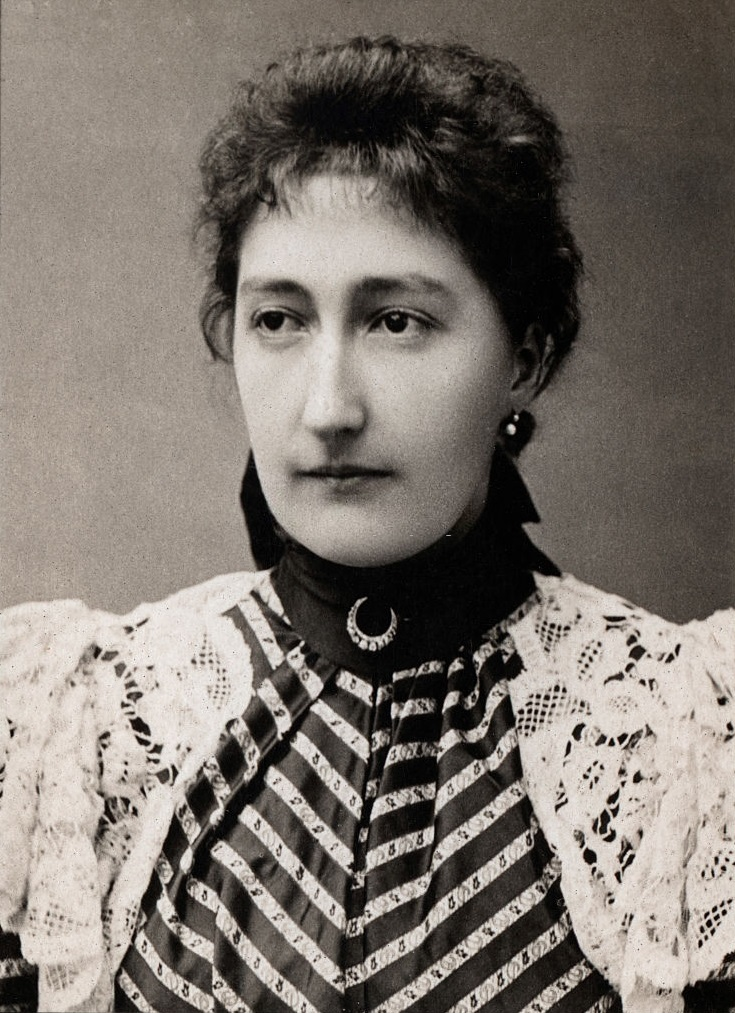
Clementine von Belgien (* 1872)
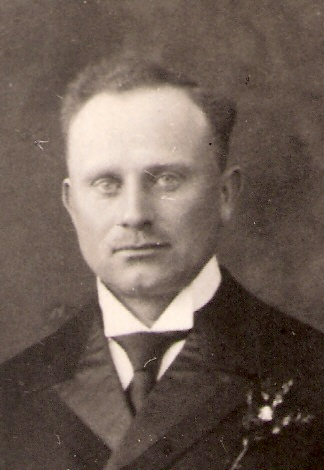
Peter Mieden (* 1882)
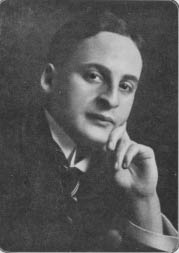
Martin Spanjaard (* 1892)

- 1855: Georg Wilhelm von Siemens, deutscher Industrieller, Sohn des Firmengründers Werner von Siemens
- 1856: Richard Haldane, 1. Viscount Haldane, britischer Politiker und Philosoph
- 1857: Thorstein Veblen, US-amerikanisch-norwegischer Ökologe und Soziologe
- 1863: Henry Ford, US-amerikanischer Unternehmer, Gründer der Ford Motor Company
- 1868: Alfred Weber, deutscher Nationalökonom, Soziologe und Kulturphilosoph
- 1868: Hugo Winternitz, deutscher Mediziner
- 1872: Clementine von Belgien, Prinzessin von Belgien
- 1872: Max Pohlenz, deutscher Altphilologe
- 1874: Aristide Delannoy, französischer Zeichner
- 1876ː Sophie Glättli-Graf, Schweizer Frauenrechtlerin
- 1878: Hermann Jordan, deutscher evangelischer Geistlicher und Hochschullehrer
- 1878: Jørgen Skafte Rasmussen, dänischer Ingenieur und Industrieller

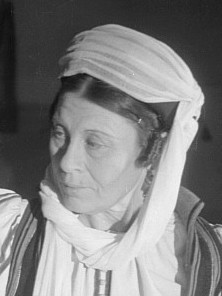
Gerda Müller (* 1894)
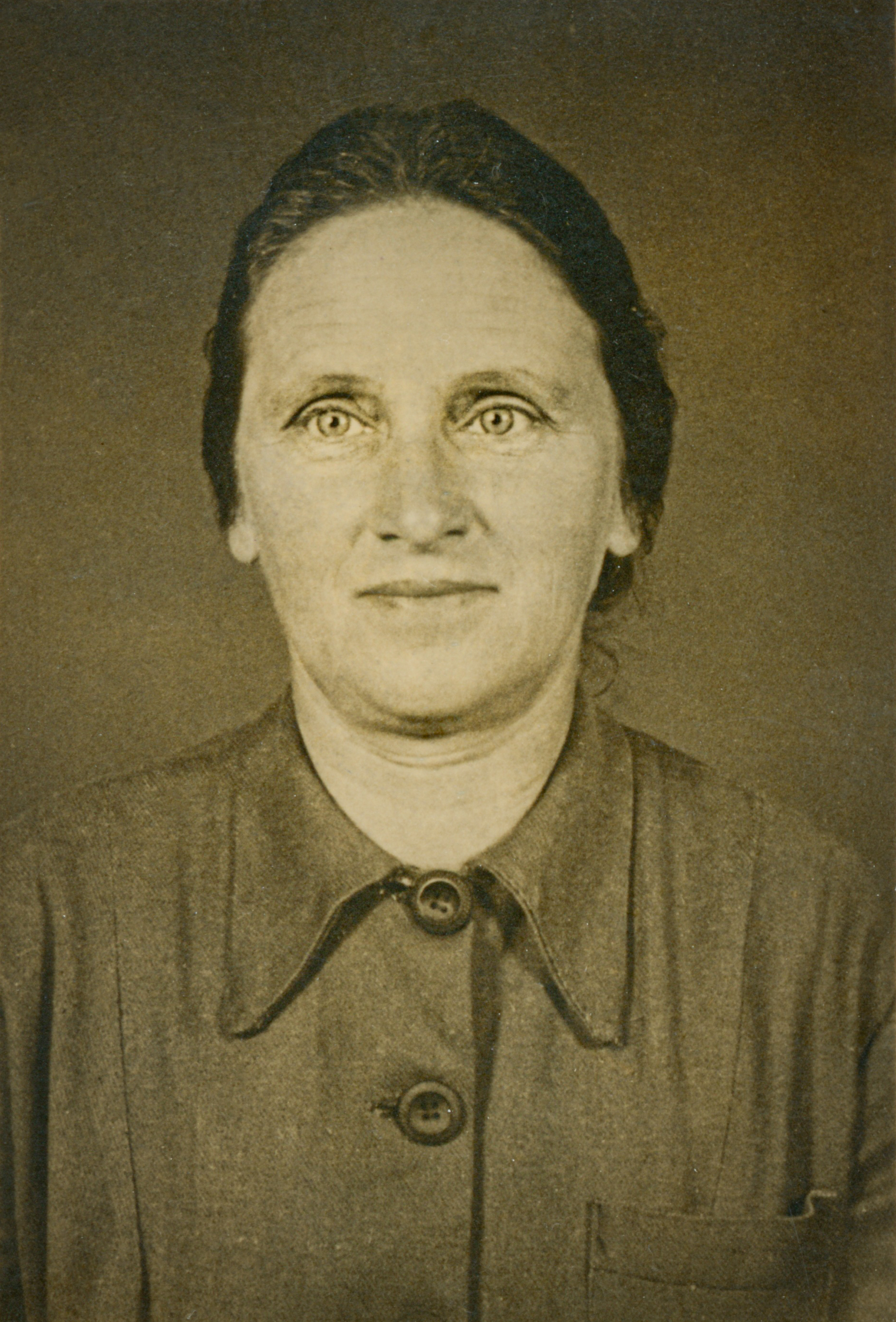
Maria Fischer (* 1897)
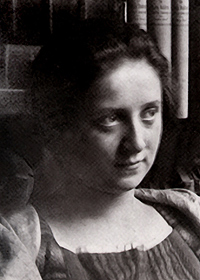
Friedl Dicker (* 1898)
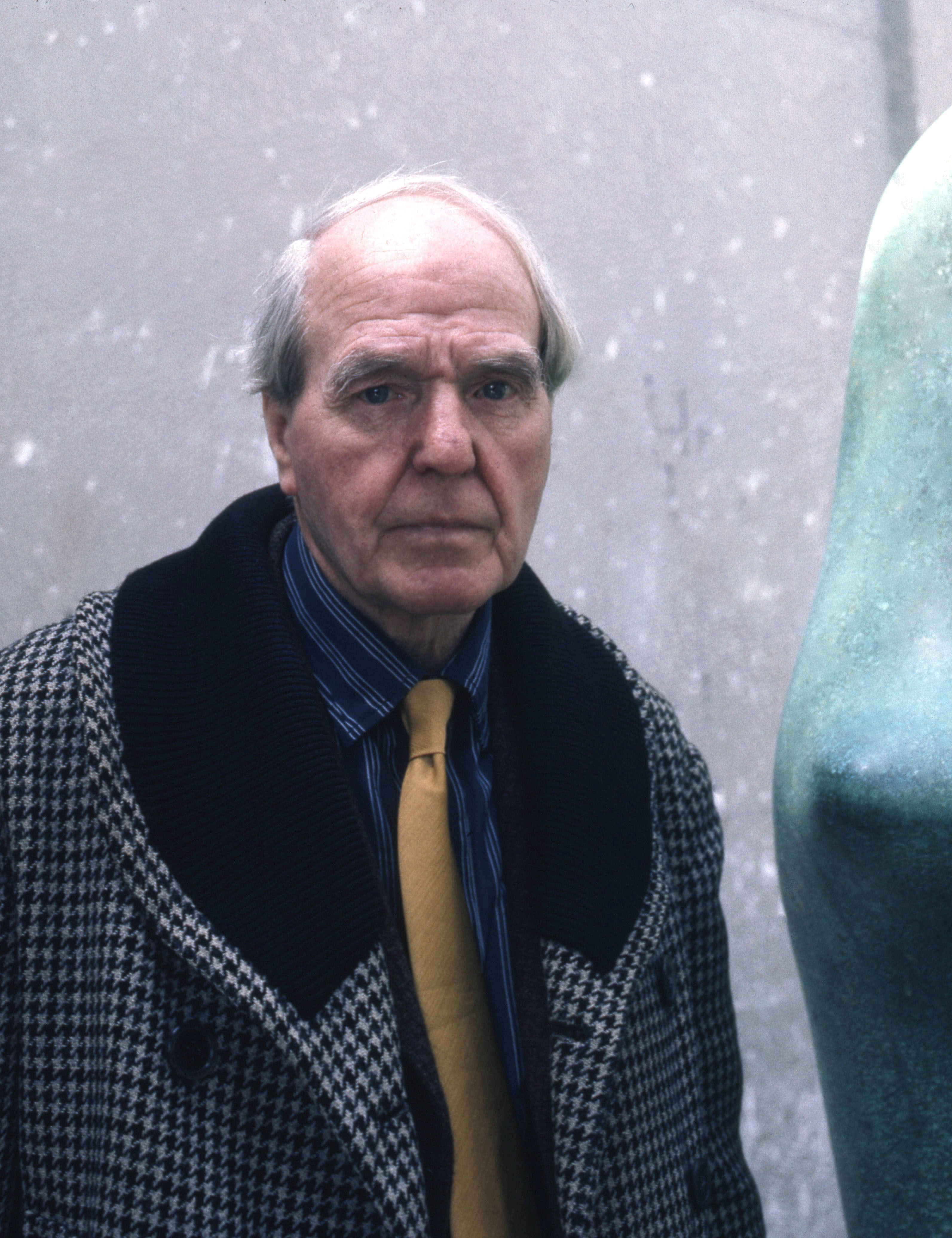
Henry Moore (* 1898)

- 1879: Hans Franck, deutscher Schriftsteller
- 1882: Peter Mieden, deutscher Landwirt, Landwirtschaftsfunktionär und Politiker
- 1886: Leo Nebelsiek, deutscher Prähistoriker und Heimatforscher
- 1886: Dutch Speck, US-amerikanischer American-Football-Spieler
- 1888: Werner Jaeger, deutscher Altphilologe
- 1888: Emilie Kiep-Altenloh, deutsche Politikerin, MdR, MdL, MdB, Mitbegründerin des Paritätischen Wohlfahrtsverbandes
- 1888: Harry Smith, US-amerikanischer Langstreckenläufer
- 1888: Raden Soetomo, indonesischer Arzt
- 1889: Nikolai Pawlowitsch Anziferow, russischer Historiker, Schriftsteller und Heimatforscher
- 1889: Frans Masereel, belgischer Künstler
- 1890: Wiktor Dolidse, georgischer Komponist
- 1890: Casey Stengel, US-amerikanischer Baseballspieler und -manager
- 1892: Martin Spanjaard, niederländischer Dirigent und Komponist
- 1893: Fatima Jinnah, pakistanische Politikerin, Schwester von Muhammad Ali Jinnah
- 1894: Gerda Müller, deutsche Schauspielerin
- 1894: Blanche Wolf Knopf, US-amerikanische Verlegerin
- 1895: Alfred Adolph, deutscher Politiker
- 1896: Johanna Hofer, deutsche Schauspielerin, Ehefrau von Fritz Kortner
- 1897: Maria Fischer, österreichische Seidenwinderin, Widerstandskämpferin gegen den Austrofaschismus und Nationalsozialismus
- 1898: Friedl Dicker-Brandeis, österreichische Malerin, Kunsthandwerkerin und Innenarchitektin
- 1898: Henry Moore, britischer Bildhauer und Maler

### 20. Jahrhundert

#### 1901–1925

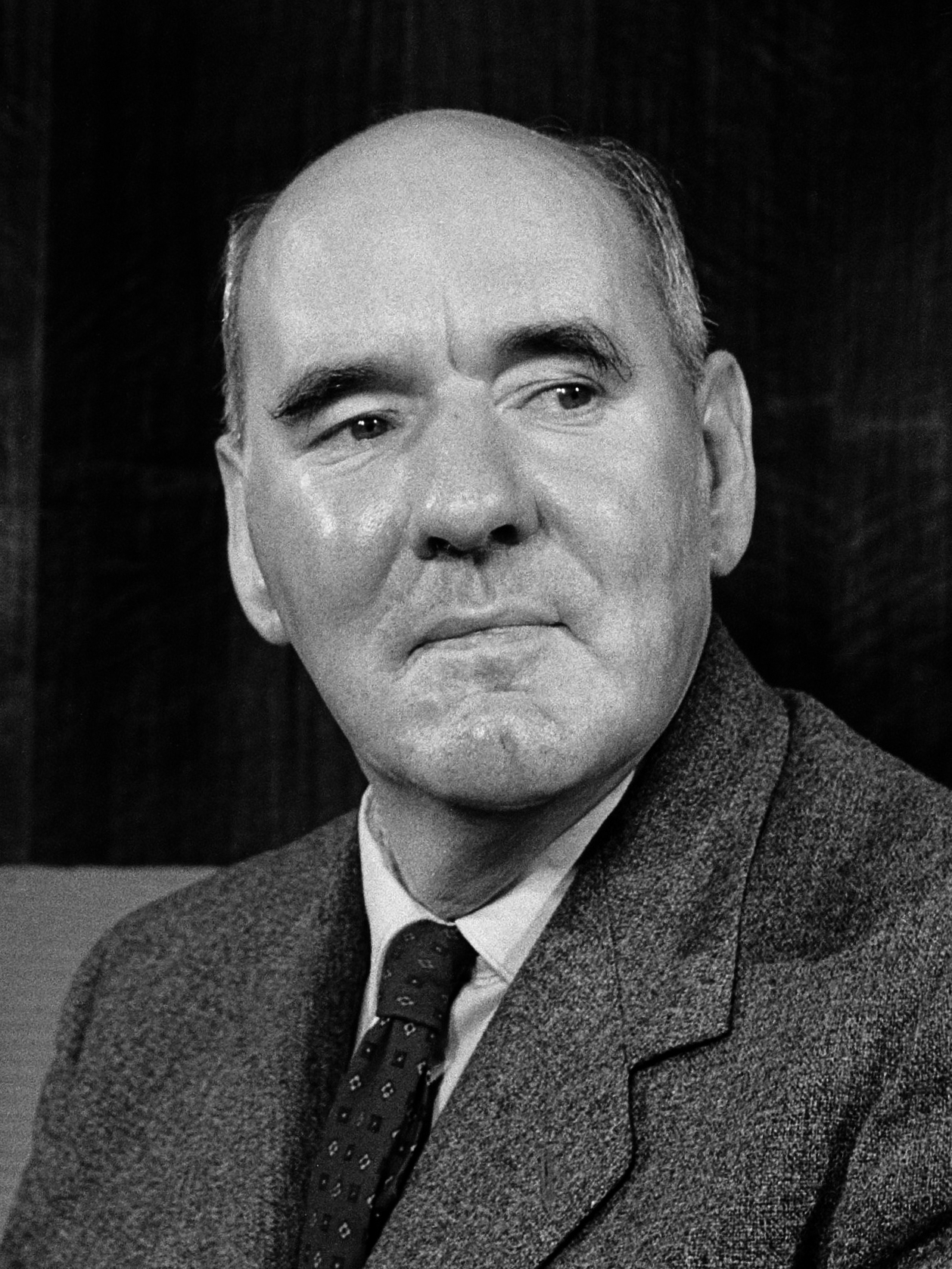
Cyril Northcote Parkinson (* 1909)

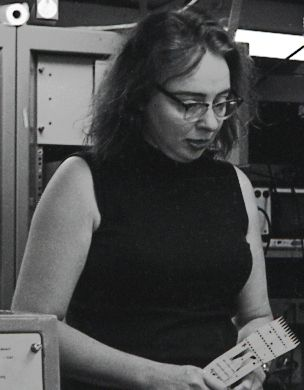
Marie Tharp (* 1920)

- 1901: Walter Oehmichen, deutscher Gründer des Marionettentheater Die Augsburger Puppenkiste
- 1904: Irène Aïtoff, französische Pianistin
- 1904: Rudolf Anderl, deutscher Journalist und Schriftsteller
- 1906: Richard Krebs, deutscher Leichtathlet, Olympiamedaillengewinner
- 1906: Ľudovít Rajter, slowakischer Dirigent, Komponist und Musikpädagoge
- 1908: Heinrich Andergassen, österreichischer SS-Offizier
- 1908: Arno Assmann, deutscher Schauspieler, Regisseur und Intendant
- 1909: Cyril Northcote Parkinson, britischer Historiker und Soziologe
- 1910: Erich Grützner, deutscher FDGB- und SED-Funktionär sowie Mitglied des Staatsrates der DDR
- 1911: Wolf Ackva, deutscher Schauspieler und Synchronsprecher
- 1911: Heinrich Ebersberg, deutscher Jurist und Ministerialbeamter im Deutschen Reich und in der Bundesrepublik
- 1913: Ivo Lhotka-Kalinski, kroatischer Komponist
- 1914: Béatrix Beck, französische Schriftstellerin
- 1914: Michael Morris, 3. Baron Killanin, irischer Journalist und Sportfunktionär (IOC-Präsident)
- 1916: Friedrich Adler, deutscher Ingenieur
- 1919: Berniece Baker Miracle, US-amerikanische Schriftstellerin
- 1920: Richard Stoop, britischer Automobilrennfahrer und Flieger im Zweiten Weltkrieg
- 1920: Marie Tharp, US-amerikanische Geologin und Karthographin, Entdeckerin des Rift Valleys

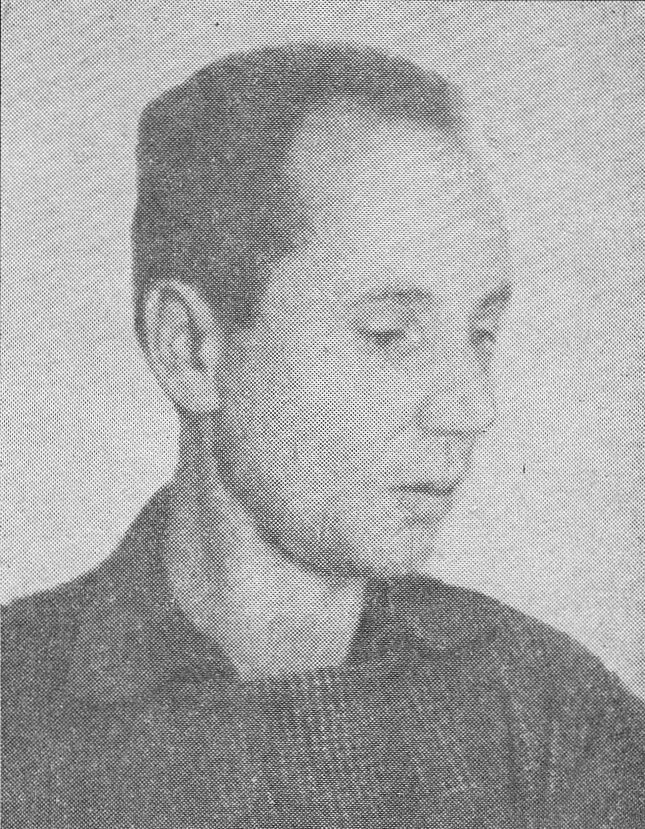
Miron Białoszewski (* 1922)

- 1922: Miron Białoszewski, polnischer Dichter
- 1922: Hansgeorg Stengel, deutscher Journalist und Schriftsteller, Satiriker und Kabarettist
- 1923: Dipa Nusantara Aidit, indonesischer Politiker
- 1924: Hugh Gallen, US-amerikanischer Politiker
- 1924: Attilio Giovannini, italienischer Fußballspieler
- 1924: Fritz Leutwiler, Schweizer Volkswirtschafter
- 1925: Bienvenido Brens, dominikanischer Musiker und Komponist
- 1925: Antoine Duhamel, französischer Komponist
- 1925: Peter Neuhof, deutscher Hörfunk- und Zeitungsjournalist
- 1925: Harro Tiedgen, deutscher Brigadegeneral des Heeres der Bundeswehr

#### 1926–1950

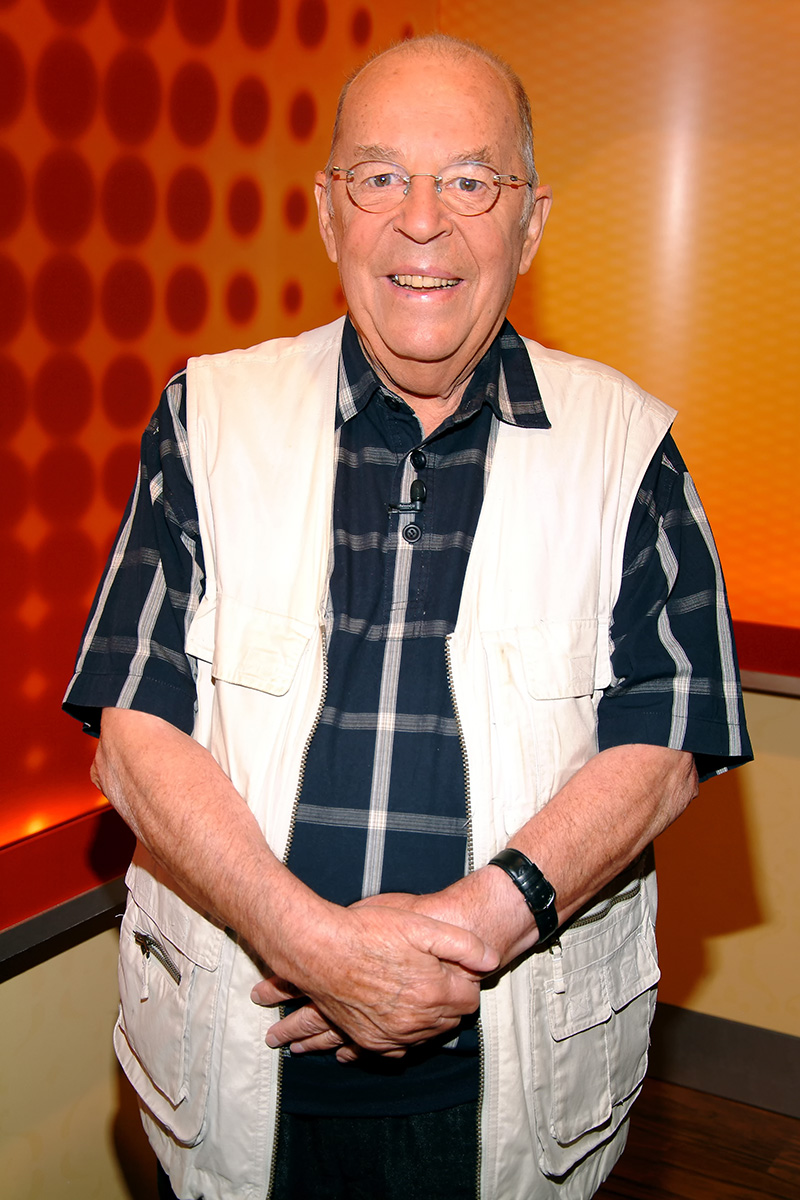
Chris Howland (* 1928)

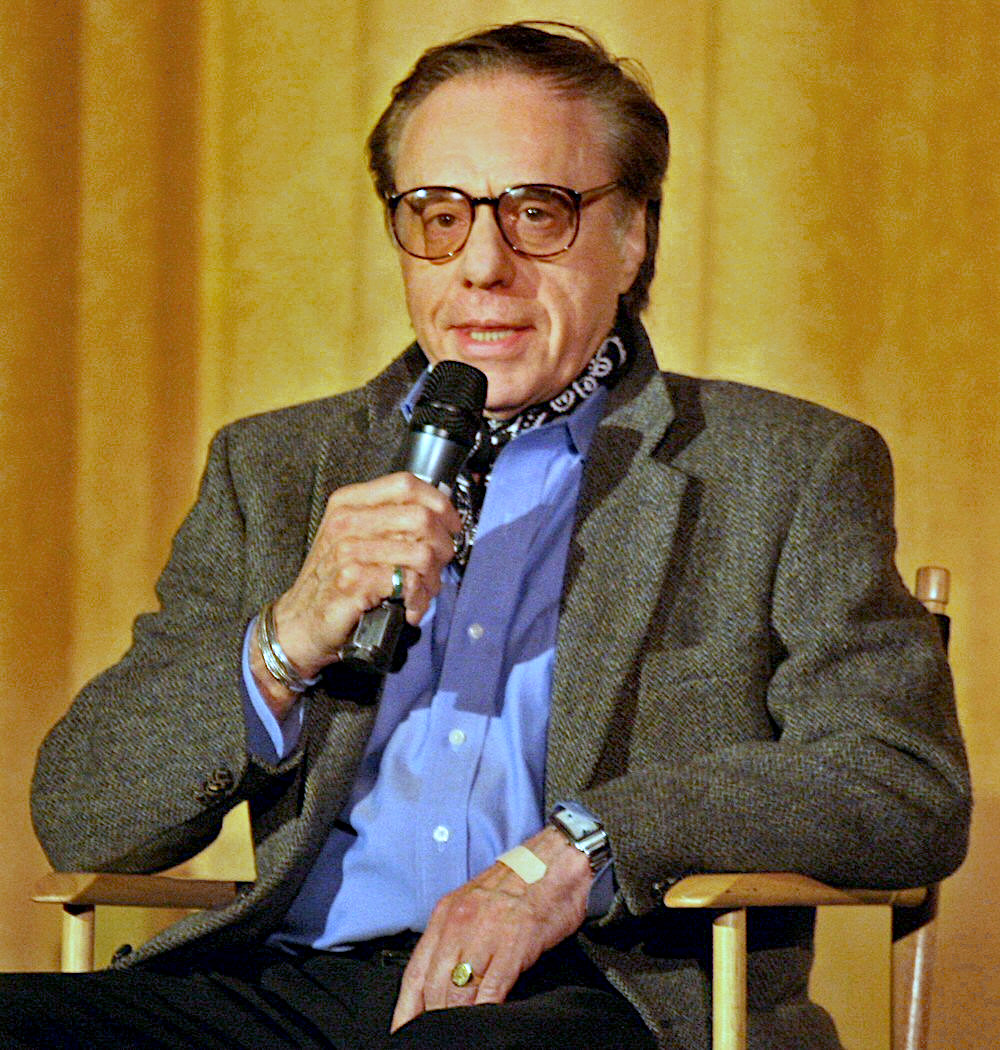
Peter Bogdanovich (* 1939)

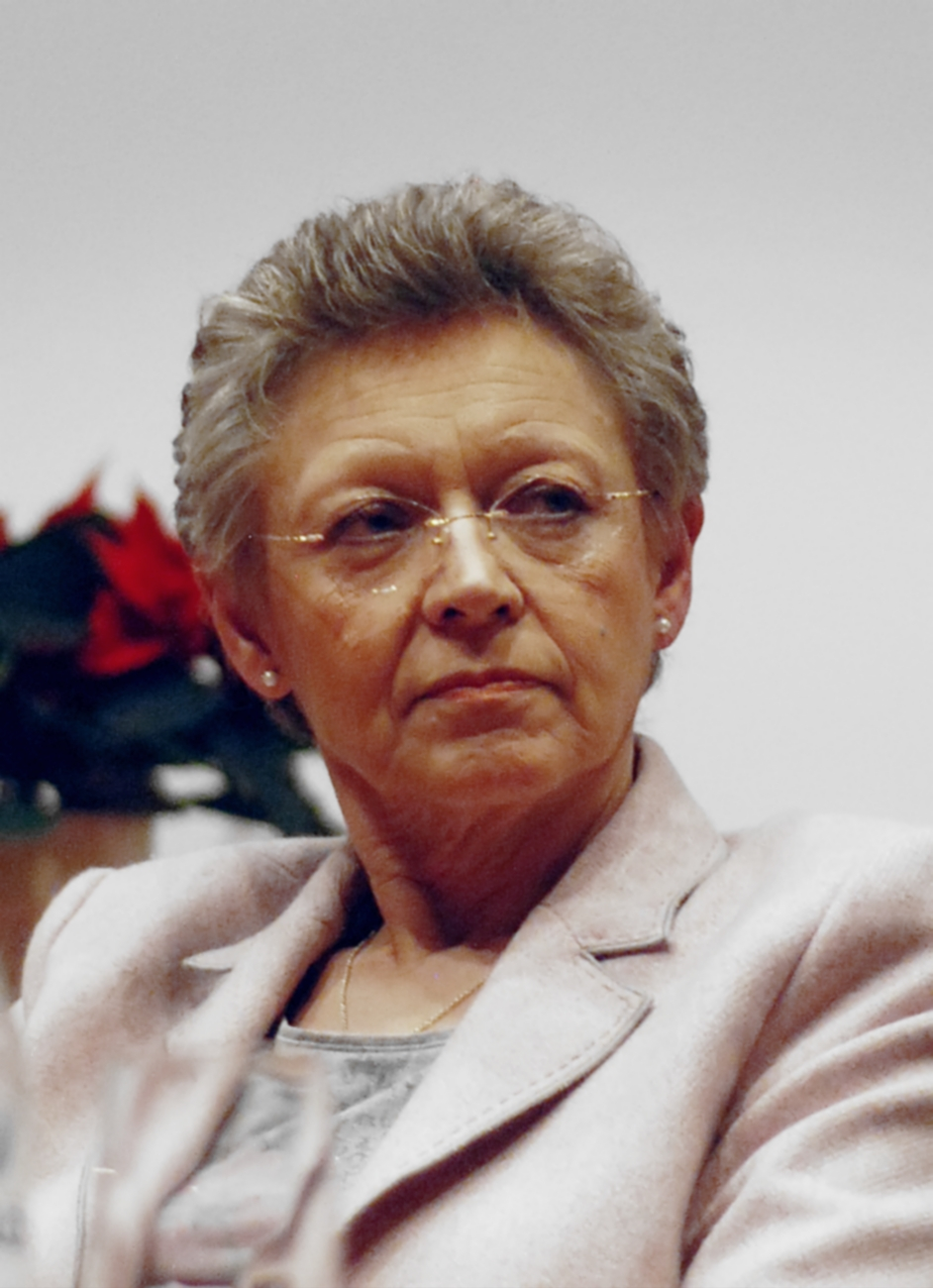
Françoise Barré-Sinoussi (* 1947)

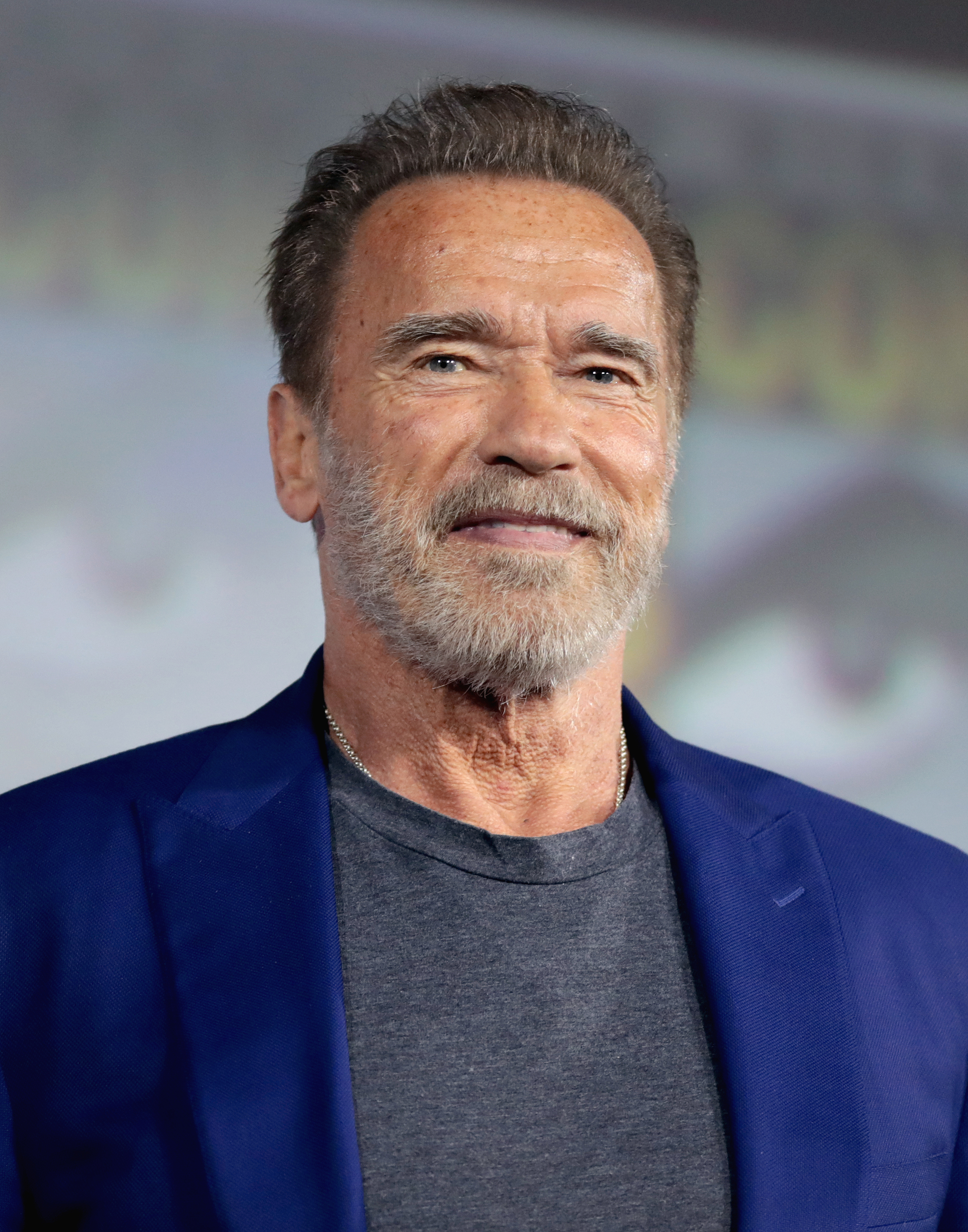
Arnold Schwarzenegger (* 1947)

- 1927: Eberhard Golla, deutscher Brigadegeneral des Heeres der Bundeswehr
- 1928: Chris Howland, britisch-deutscher Schauspieler und Entertainer
- 1928: Egon Reimers, deutscher Theaterschauspieler
- 1929: Werner Tübke, deutscher Maler und Grafiker der Leipziger Schule, wichtiger Repräsentant der DDR-Kunst
- 1930: Russ Adams, US-amerikanischer Sportfotograf
- 1931: Moshe Atzmon, israelischer Dirigent
- 1931: Ursula Donath, deutsche Leichtathletin, Olympiamedaillengewinnerin
- 1932: Edd Byrnes, US-amerikanischer Schauspieler und Sänger
- 1933: Ben Piazza, US-amerikanischer Schauspieler
- 1933: Irene Ruttmann, deutsche Schriftstellerin
- 1934: André Prévost, kanadischer Komponist
- 1935: Győző Forintos, ungarischer Schachmeister
- 1936: Luciana Aigner-Foresti, italienische Althistorikerin und Etruskologin
- 1936: Buddy Guy, US-amerikanischer Musiker
- 1936: Dietz-Werner Steck, deutscher Schauspieler
- 1937: James Spaulding, US-amerikanischer Jazz-Alt-Saxophonist, Flötist und Komponist
- 1938: Bernd Rabehl, deutscher Autor
- 1938: Edith Strumpf, deutsche Politikerin und Abgeordnete des Hessischen Landtags
- 1938: Dia Succari, französischer Komponist und Musikpädagoge syrischer Herkunft
- 1939: Peter Bogdanovich, US-amerikanischer Filmregisseur
- 1940: Ingrid Roitzsch, deutsche Politikerin, MdB
- 1940: Patricia Schroeder, US-amerikanische Politikerin
- 1941: Paul Anka, kanadischer Sänger
- 1943: Jean-Pierre Egger, Schweizer Leichtathlet
- 1943: Walter Frey, Schweizer Unternehmer und Politiker
- 1943: Horst Neißer, deutscher Schriftsteller, Verleger und Bibliothekar
- 1943: Willi Vallendar, deutscher Jurist und Richter am Bundesverwaltungsgericht
- 1944: Jimmy Cliff, jamaikanischer Sänger und Songschreiber
- 1944: Frances de la Tour, britische Schauspielerin
- 1945: Patrick Modiano, französischer Schriftsteller
- 1945: David Sanborn, US-amerikanischer Musiker
- 1947: Françoise Barré-Sinoussi, französische Virologin und Nobelpreisträgerin
- 1947: Arnold Schwarzenegger, austro-US-amerikanischer Schauspieler und Gouverneur von Kalifornien
- 1948: Michael Linden, deutscher Facharzt und Psychotherapeut
- 1948: Jean Reno, französischer Schauspieler
- 1948: Gerd Sonnleitner, deutscher Landwirt und Agrarfunktionär
- 1948: Julia Tsenova, bulgarische Komponistin und Pianistin
- 1949: Gerd Antes, deutscher Mathematiker und Biometriker
- 1949: Alexina Louie, kanadische Komponistin
- 1950: Erroll Fraser, Eisschnellläufer von den Britischen Jungferninseln
- 1950: Manfred Kremser, österreichischer Ethnologe und Bewusstseinsforscher

#### 1951–1975
- 1951: Erwin Leder, österreichischer Schauspieler und Bühnenregisseur

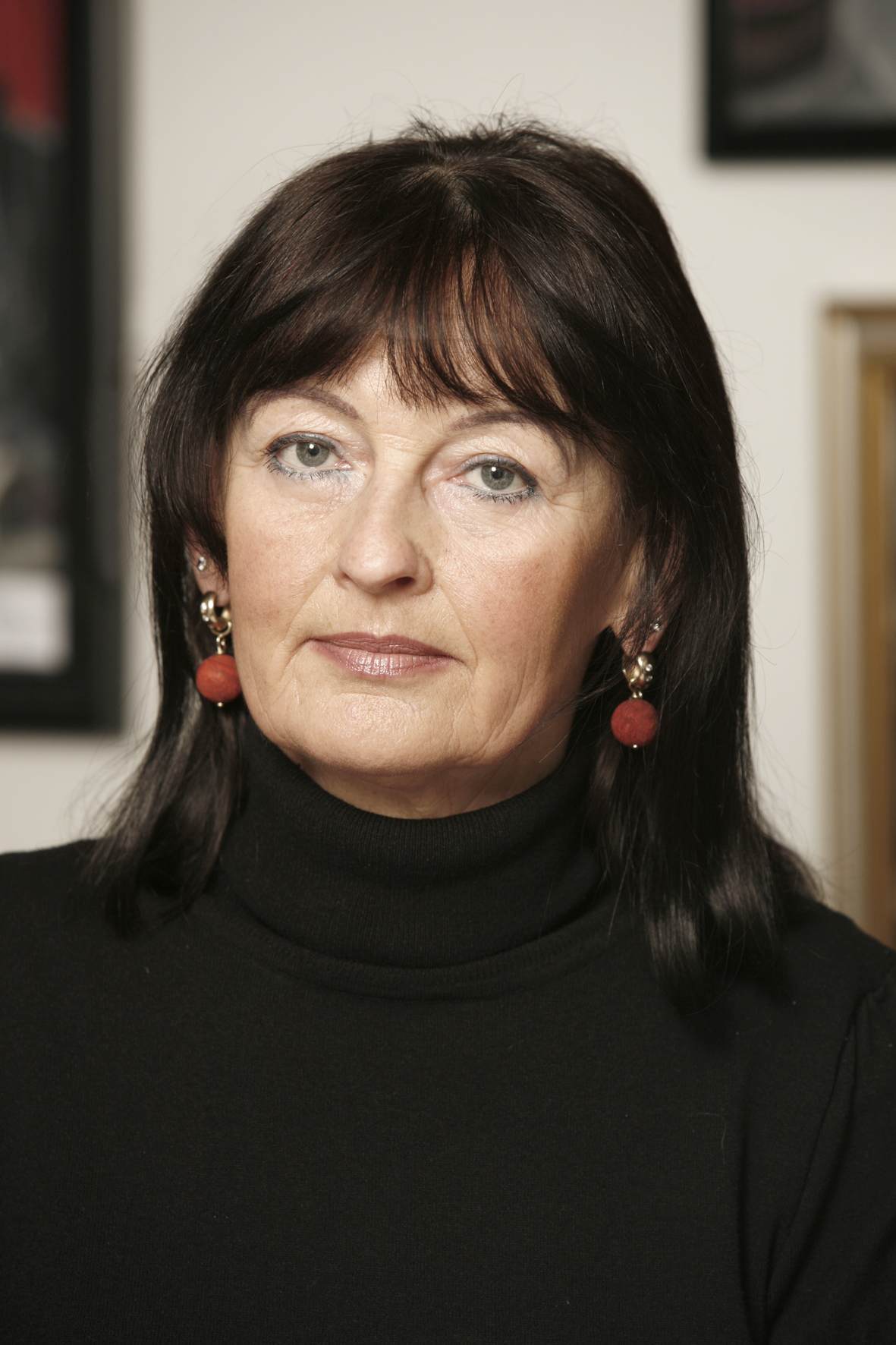
Renata Al-Ghoul (* 1952)

- 1952: Renata Al-Ghoul, deutsche Wirtschaftsjuristin, Künstlerin und Ölmalerin
- 1952: Ilan Chester, venezolanischer Musiker und Sänger
- 1953: Walter Aichinger, österreichischer Arzt und Politiker
- 1954: Ian Callum, britischer Automobildesigner
- 1955ː Angela Dolgner, deutsche Architektin, Kunsthistorikerin, Autorin und Kuratorin
- 1955: Nancy Ip, Hongkonger Neurowissenschaftlerin
- 1955: Mieczysław Litwiński, polnischer Komponist, Multiinstrumentalist, Sänger und Musikpädagoge
- 1956: Georg Gänswein, deutscher Kurienerzbischof, Privatsekretär von Papst Benedikt XVI.
- 1957: Jochen Cornelius-Bundschuh, deutscher evangelischer Theologe und Landesbischof
- 1957: Sigrun Jakubaschke, deutsche Malerin
- 1957: Guy Lash, deutsch-kanadischer Eishockeyspieler
- 1957: Detlev Müller-Siemens, deutscher Komponist und Dirigent
- 1957: Berdien Stenberg, niederländische Flötistin
- 1958: Richard Burgi, US-amerikanischer Schauspieler

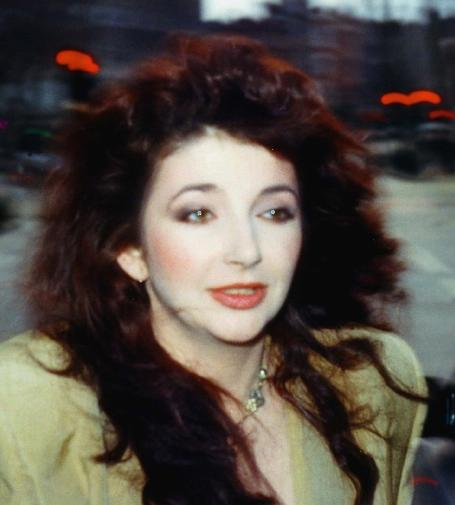
Kate Bush (* 1958)

- 1958: Kate Bush, britische Sängerin und Songschreiberin
- 1958: Chris Dercon, belgischer Kurator und Theaterwissenschaftler
- 1958: Igor Garšnek, estnischer Komponist
- 1960: Luis Frank Arias, kubanischer Sänger und Bandleader
- 1960: Richard Linklater, US-amerikanischer Filmregisseur
- 1961: Achdé, französischer Comic-Zeichner
- 1961: Laurence Fishburne, US-amerikanischer Schauspieler
- 1962: Loren Avedon, US-amerikanischer Schauspieler
- 1962: Barbara Sletto, US-amerikanische Komponistin, Chorleiterin und Musikpädagogin
- 1963: Mika Jukkara, finnischer Skispringer und Sportfunktionär
- 1963: Lisa Kudrow, US-amerikanische Schauspielerin
- 1963: Neal McCoy, US-amerikanischer Country-Sänger
- 1964: Vivica A. Fox, US-amerikanische Schauspielerin
- 1964: Rainer Furch, deutscher Schauspieler

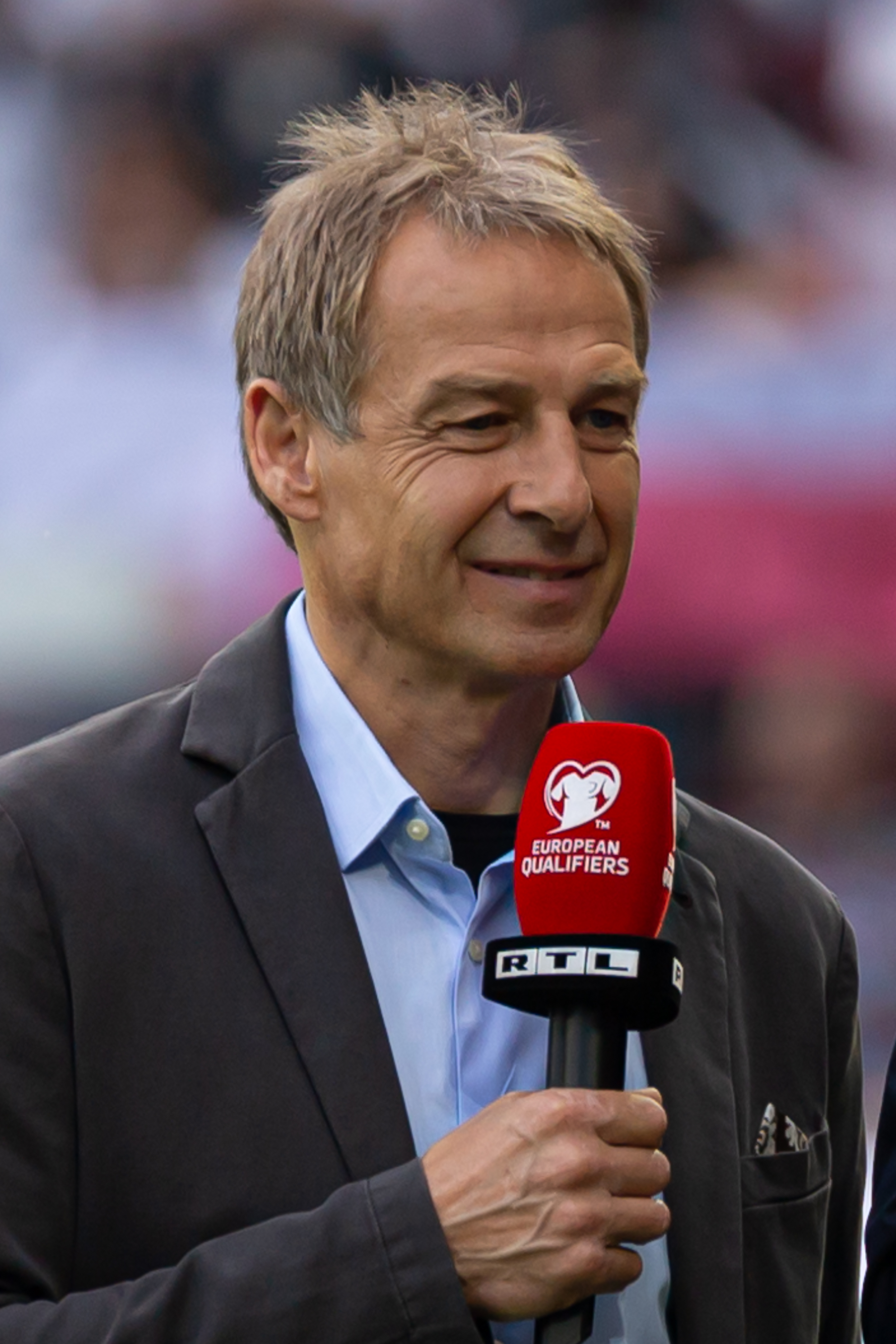
Jürgen Klinsmann (* 1964)

- 1964: Jürgen Klinsmann, deutscher Fußballspieler und -trainer
- 1964: Rune Kristiansen, norwegischer Freestyle-Skier
- 1964: Ted Sarandos, US-amerikanischer Manager und Filmproduzent
- 1965: Christian Eckert, deutscher Jazzgitarrist
- 1965: Sybrand van Haersma Buma, niederländischer Politiker
- 1965: Christoph Heil, deutscher Theologe
- 1965: Marcus Morlinghaus, deutscher Schauspieler, Autor und Regisseur
- 1965: Hans van Vondelen, niederländischer Musiker
- 1966: Kerry Fox, neuseeländische Schauspielerin
- 1966: Lisa Madigan, US-amerikanische Politikerin
- 1967: James Murphy, US-amerikanischer Gitarrist
- 1968: Karina Berger, Miss-Schweiz 1988
- 1968: Terry Crews, US-amerikanischer Schauspieler und American-Football-Spieler
- 1968: Sofie Gråbøl, dänische Schauspielerin
- 1968: Robert Korzeniowski, polnischer Leichtathlet
- 1969: Simon Baker, australischer Schauspieler
- 1969: Martin Reichardt, deutscher Politiker
- 1970: Susanne Abbuehl, Schweizer Jazzsängerin
- 1970: Christopher Nolan, britisch-US-amerikanischer Regisseur, Drehbuchautor und Produzent
- 1971: Tom Green, US-amerikanischer Komiker
- 1971: Christine Taylor, US-amerikanische Schauspielerin
- 1972: Edith Wolf-Hunkeler, Schweizer Rollstuhl-Athletin
- 1973: Ümit Davala, türkischer Fußballspieler
- 1973: Sonu Nigam, indischer Musiker und Sänger
- 1974: Hilary Swank, US-amerikanische Schauspielerin
- 1975: Volker Messing, deutscher Jurist

#### 1976–2000

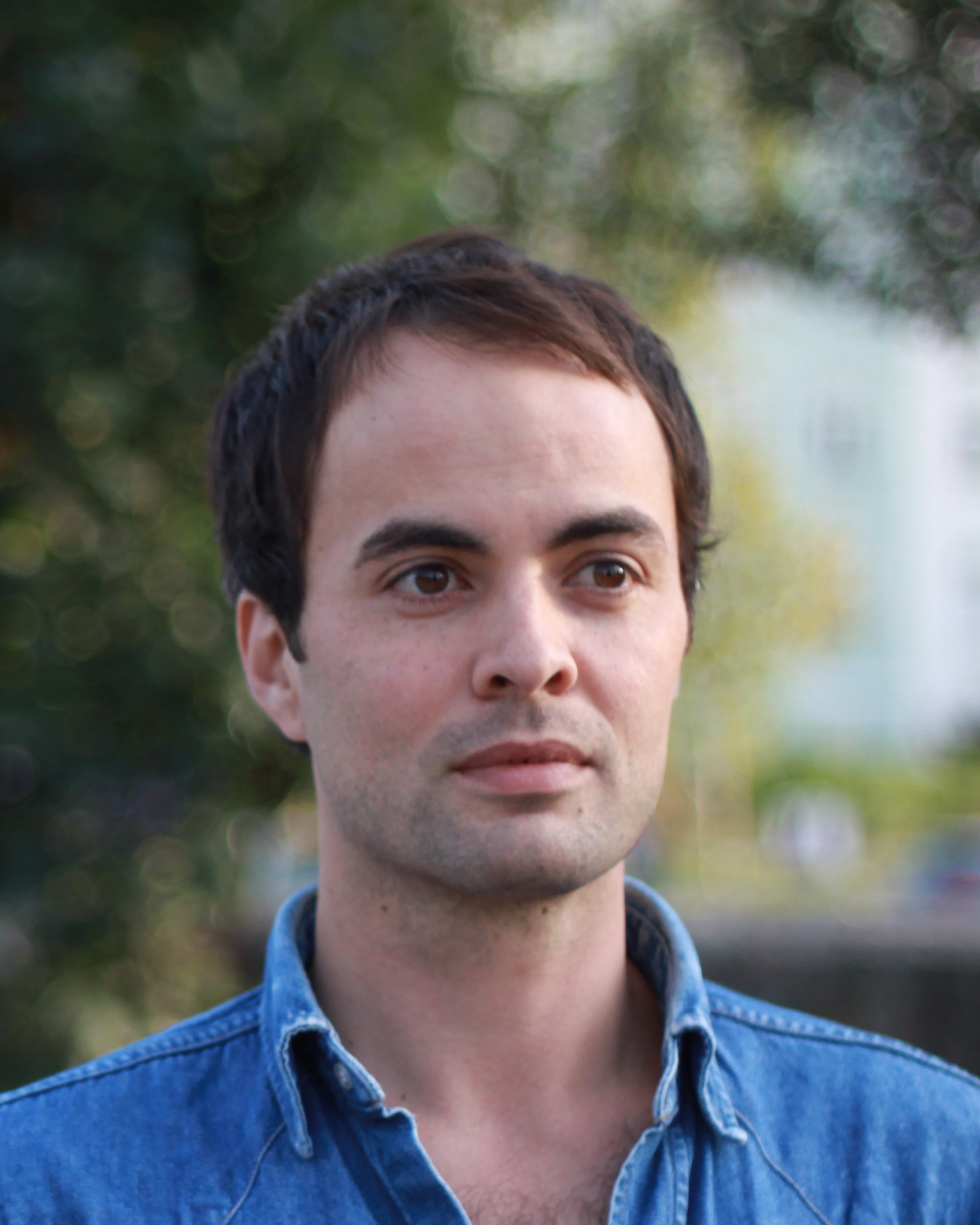
Nikolai Kinski (* 1976)

- 1976: Nikolai Kinski, deutscher Schauspieler
- 1976: Gernot Schedlberger, österreichischer Komponist und Musiker
- 1977: Sina Baldauf, deutsche Juristin
- 1977: Stefano Bernardin, österreichischer Schauspieler
- 1977: Javier Botet, spanischer Schauspieler
- 1977: Jaime Pressly, US-amerikanische Schauspielerin
- 1978: Annett Möller, deutsche Fernsehmoderatorin
- 1979: Carlos Arroyo, puerto-ricanischer Basketballspieler
- 1979: Show Luo, taiwanischer Sänger
- 1980: Wojtek Czyz, deutscher Leichtathlet, Paralympics-Sieger
- 1980: Sasa Todosijevic, schwedischer Handballspieler
- 1981: Nicky Hayden, US-amerikanischer Motorradrennfahrer

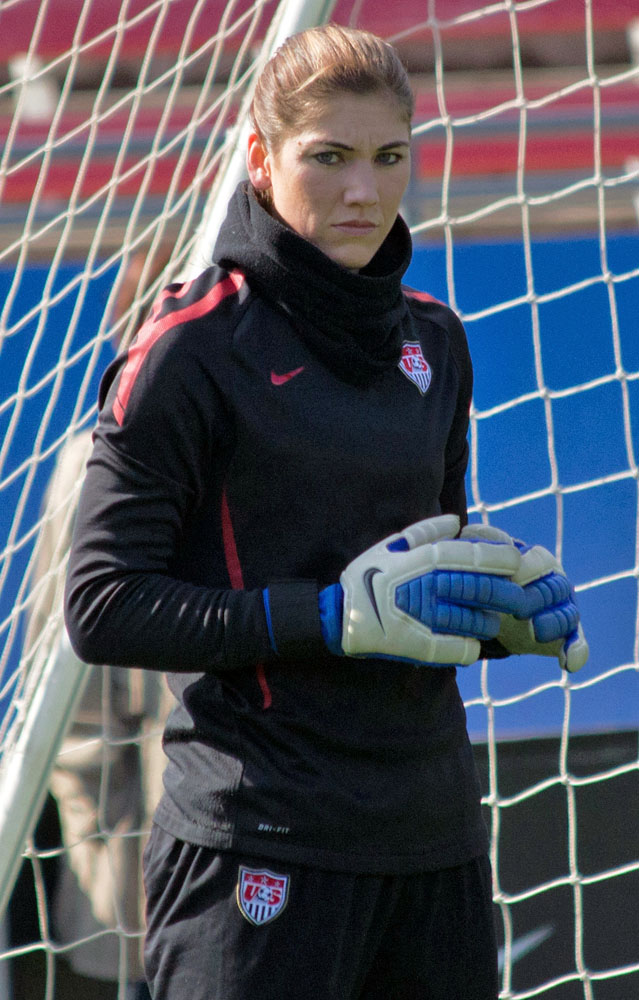
Hope Solo (* 1981)

- 1981: Hope Solo, US-amerikanische Fußballspielerin
- 1982: Adrian Pfahl, deutscher Handballspieler
- 1982: Yvonne Strahovski, australische Schauspielerin
- 1983: Cristian Molinaro, italienischer Fußballspieler
- 1983: Petja Nedeltschewa, bulgarische Badmintonspielerin
- 1984: Antoine Guignard, Schweizer Skispringer
- 1984: Gina Rodriguez, US-amerikanische Schauspielerin
- 1984: Elizabeth Swaney, US-amerikanisch-ungarische Freestyle-Skierin
- 1985: Daniel Huber, deutscher Eishockeyspieler
- 1985: Tobias Weis, deutscher Fußballspieler
- 1986: Arthur Abele, deutscher Zehnkämpfer

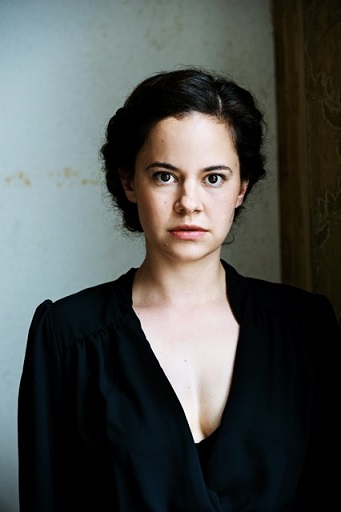
Karolina Horster (* 1986)

- 1986: Karolina Horster, deutsche Schauspielerin
- 1988: Gina Lorentsen, norwegische Handballspielerin
- 1988: Andreas Stjernen, norwegischer Skispringer
- 1989: Aleix Espargaró, spanischer Motorradrennfahrer
- 1989: Mario Roberto Martínez, honduranischer Fußballspieler
- 1990: Corry Evans, nordirischer Fußballspieler
- 1990: Martin Stosch, deutscher Popsänger
- 1991: Punch Arogunz, deutscher Rapper
- 1992: Adam Barwood, neuseeländischer Skirennläufer

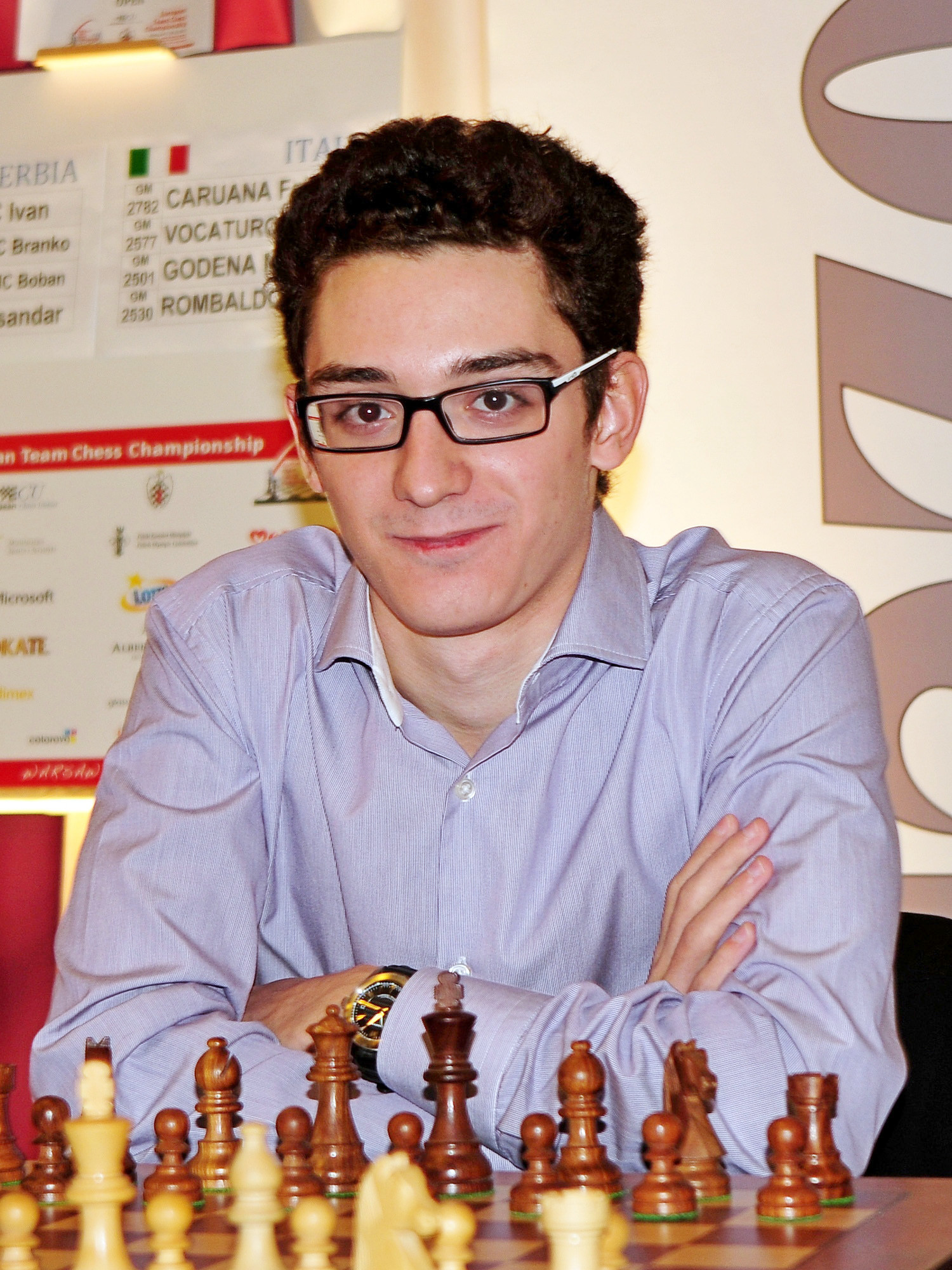
Fabiano Caruana (* 1992)

- 1992: Fabiano Caruana, US-amerikanisch-italienischer Schachspieler
- 1992: Kevin Volland, deutscher Fußballspieler
- 1993: Michelle Barthel, deutsche Schauspielerin
- 1993: André Gomes, portugiesischer Fußballspieler
- 1994: Mathilde Bundschuh, deutsche Schauspielerin
- 1996: Dominik Widemann, deutscher Fußballspieler
- 1997: Jessica Berscheid, luxemburgische Fußballspielerin
- 1997: Finneas O’Connell, US-amerikanischer Singer-Songwriter, Musikproduzent und Schauspieler
- 1998: Marija Sdrawkowa, bulgarische Biathletin
- 1999: Joey King, amerikanische Schauspielerin
- 1999: Thomas Pidcock, britischer Radrennfahrer
- 2000: Laura Müller, deutsches It-Girl und Reality-Show-Teilnehmerin

### 21. Jahrhundert

#### 2001–2025
- 2002: Alex Gufler, italienischer Rennrodler
- 2003: Fynn-Luca Nicolaus, deutscher Handballspieler
- 2006: Anežka Indráčková, tschechische Skispringerin

## Gestorben

### Vor dem 16. Jahrhundert

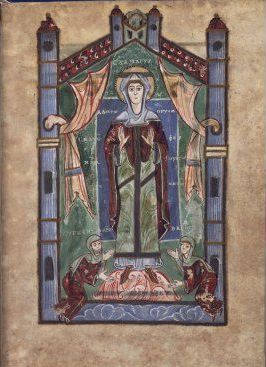
Suanhild (Essen) († 1085)

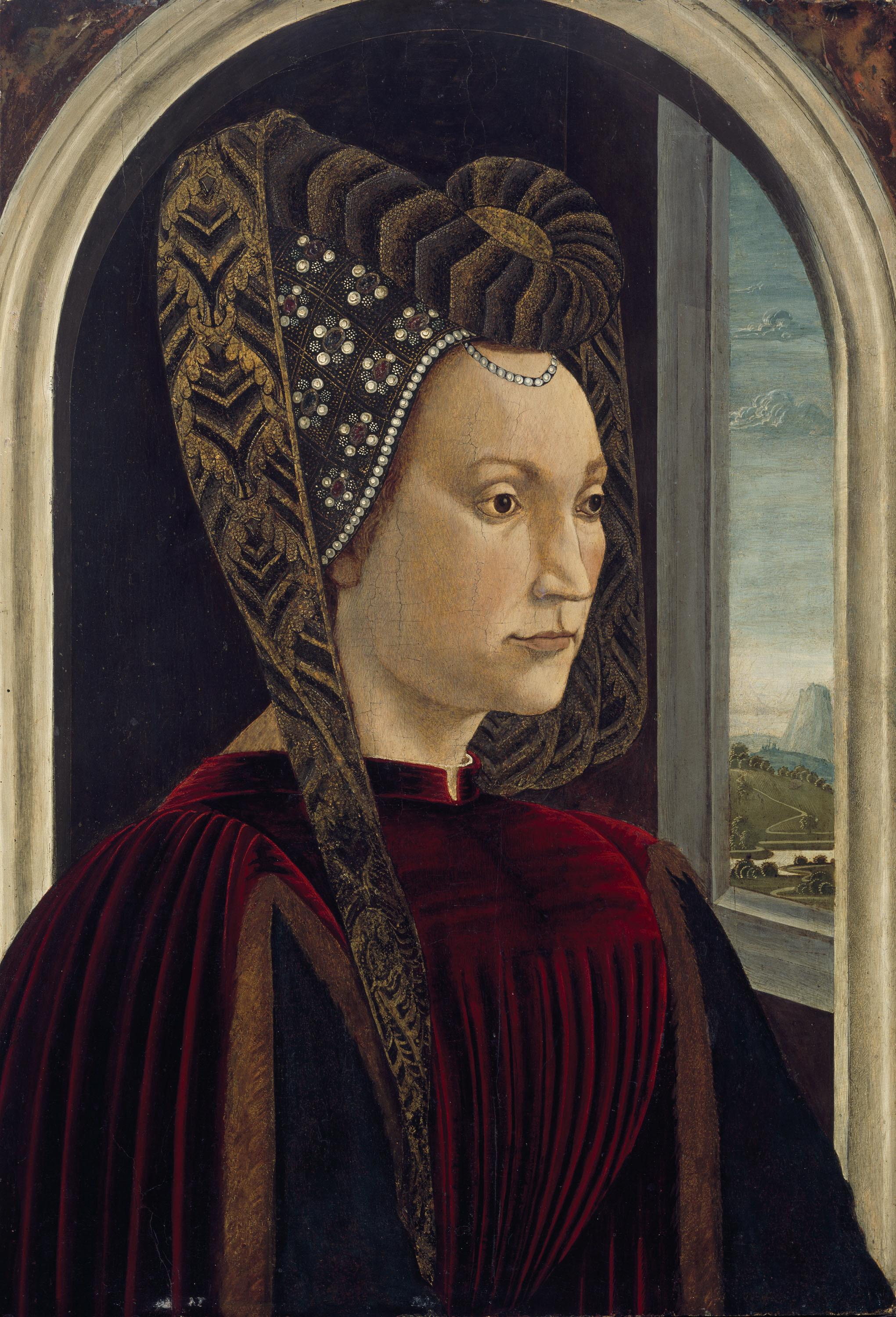
Clarice Orsini († 1488)

- 0578: Jakob Baradai, Theologe der monophysitischen syrisch-orthodoxen Kirche
- 0579: Benedikt I., Papst
- 0734: Tatwin, Erzbischof von Canterbury
- 1085: Suanhild, Äbtissin im Stift Essen
- 1156: Ala ad-Din Atsiz, Choresm-Schah
- 1180: Ulrich von Halberstadt, Bischof von Halberstadt
- 1214: Otto I., Bischof (Elekt) von Gurk
- 1224: Andreas von Guttenstein, böhmischer Geistlicher und Bischof
- 1228: Guido II. von Assisi, Bischof
- 1233: Konrad von Marburg, deutscher Franziskaner, Großinquisitor und Politiker
- 1284: Sturla Þórðarson, isländischer Schriftsteller und Skalde
- 1285: Johann I., Herzog von Sachsen
- 1286: Gregorius Bar-Hebraeus Abu al-Faraj, armenischer Universalgelehrter und Maphrian des Ostens der syrisch-orthodoxen Kirche
- 1308: Chungnyeol Wang, 25. König des koreanischen Goryeo-Reiches
- 1358: Nikolaus von Luxemburg, Patriarch von Aquileia
- 1450: Heinrich XVI., Herzog von Bayern-Landshut
- 1488: Clarice Orsini, italienische Adlige
- 1491: Arnold Heymerick, deutscher Abbreviator und Domdechan
- 1496: Lucia Ruzzini, Dogaressa von Venedig

### 16. und 17. Jahrhundert
- 1505: Johannes Welmecher, deutscher Geistlicher, Weihbischof in Paderborn, Köln und Havelberg
- 1516: Johann V., Graf von Nassau-Dillenburg
- 1526: García Jofre de Loaísa, spanischer Seefahrer
- 1528: Jacopo Palma (der Alte), italienischer Maler
- 1539: Bernhard von Cles, Bischof von Trient, Kardinal, Präsident des Geheimen Rates unter Ferdinand I.
- 1540: Robert Barnes, englischer Theologe der Reformationszeit und Märtyrer
- 1540: Erich I., der Ältere, Herzog zu Braunschweig-Lüneburg und regierender Fürst von Calenberg-Göttingen

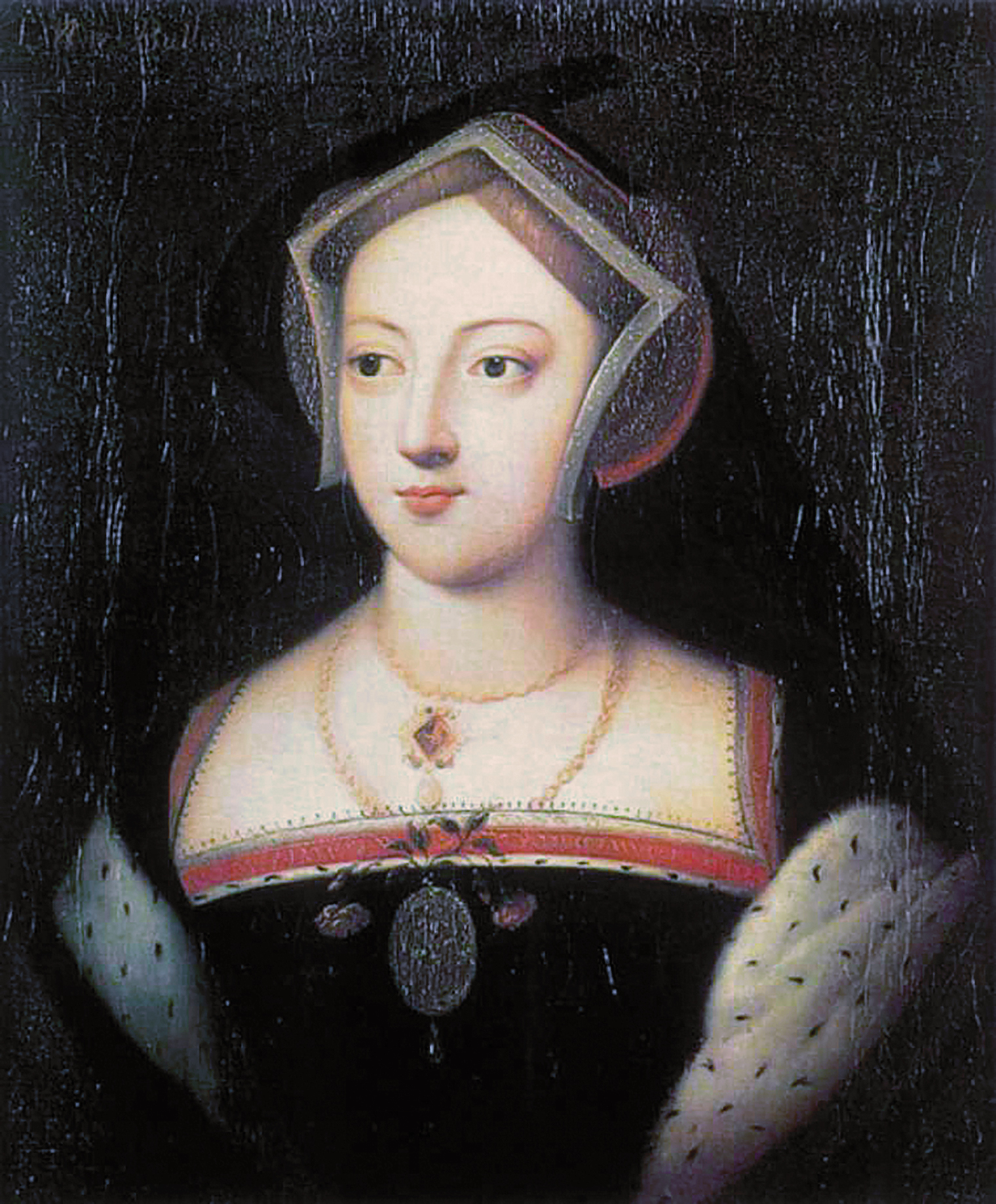
1543: Mary Boleyn

- 1543: Mary Boleyn, englische Hofdame, Schwester von Anne Boleyn, Geliebte König Heinrichs VIII. von England
- 1550: Thomas Wriothesley, 1. Earl of Southampton, englischer Adeliger
- 1575: Giovanni Battista Aostalli, Südtiroler Baumeister
- 1585: Nicolò da Ponte, 87. Doge von Venedig
- 1594: Charles II. de Bourbon, Erzbischof von Rouen
- 1599: Philippe Hurault de Cheverny, Siegelbewahrer und Kanzler von Frankreich
- 1599: Philipp Lonitzer, deutscher Historiker und evangelischer Theologe
- 1603: Conrad von Pappenheim, kaiserlicher Oberst
- 1611: Markus Bäumler, Schweizer evangelischer Geistlicher und Hochschullehrer
- 1615: Evert Horn, schwedischer Feldmarschall
- 1624: Bernhardin II. von Herberstein, Reichsfreiherr und kaiserlicher Obersthofmarschall

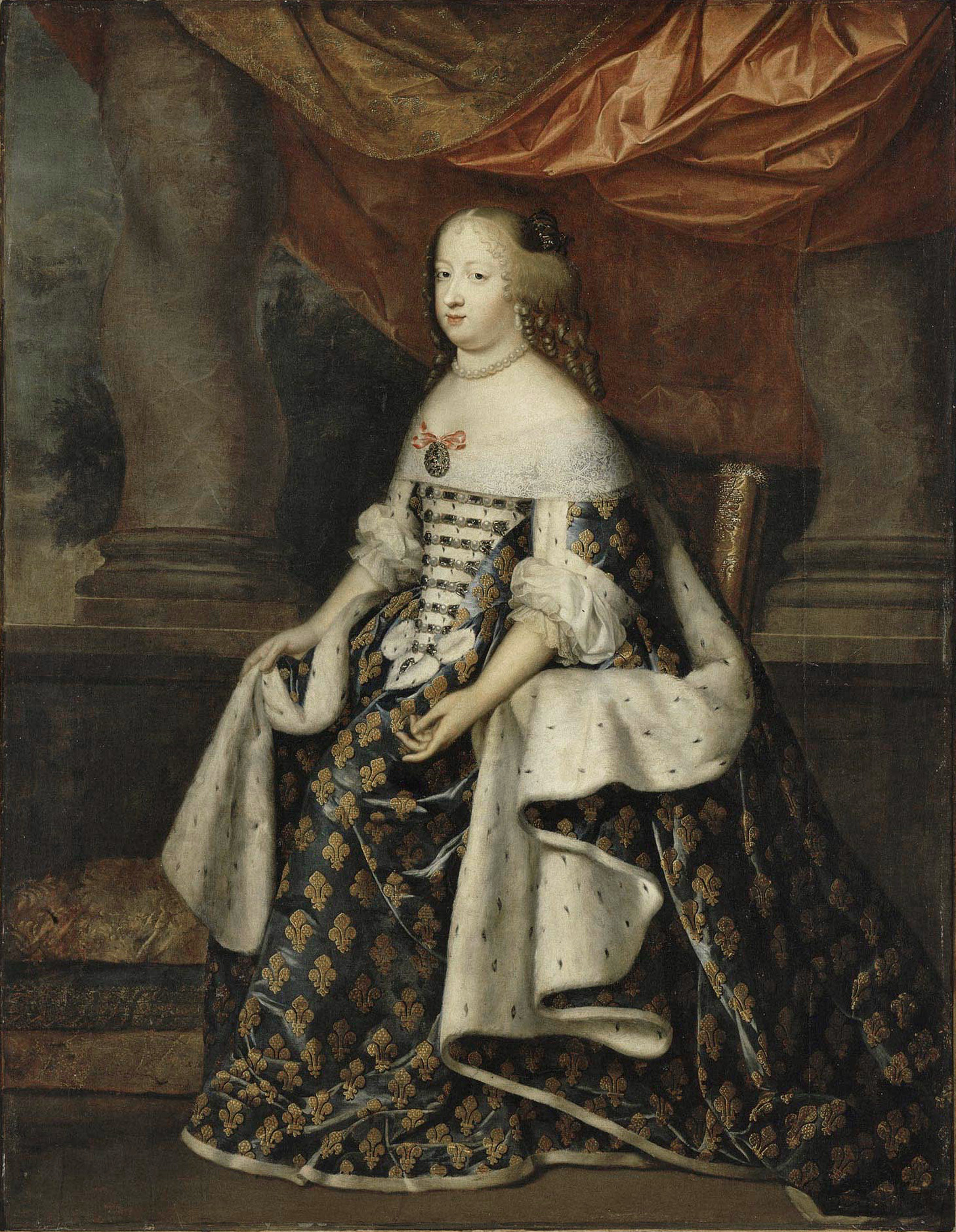
Maria Teresa von Spanien († 1683)

- 1624: Esmé Stewart, 3. Duke of Lennox, schottischer Adeliger
- 1635: Daniel Angelocrator, deutscher Theologe
- 1637: Jacob Collaert, Freibeuter aus Dünkirchen
- 1642: Franz von Hatzfeld, Fürstbischof von Würzburg und Bamberg
- 1652: Karl Amadeus von Savoyen, Herzog von Nemours und Pair von Frankreich
- 1666: Franz Erdmann, Herzog von Sachsen-Lauenburg und kaiserlicher Generalfeldmarschall
- 1671: Louis Joseph de Lorraine, duc de Guise, Herzog von Guise
- 1683: Marie Therese von Spanien, spanische Infantin, Frau von Ludwig XIV. von Frankreich
- 1691: Daniel Georg Morhof, deutscher Literaturhistoriker und Universalgelehrter

### 18. Jahrhundert
- 1709: Edward Lhuyd, walisischer Natur- und Geisteswissenschaftler
- 1709: John Seymour, englischer bzw. britischer Kolonialgouverneur von Maryland
- 1712: Paul Tallemant der Jüngere, französischer Kleriker und Schriftsteller
- 1718: William Penn, Gründer der Kolonie Pennsylvanien
- 1720: Bernhard Matfeldt, deutscher Jurist, Ratsherr und Bürgermeister der Freien und Hansestadt Hamburg

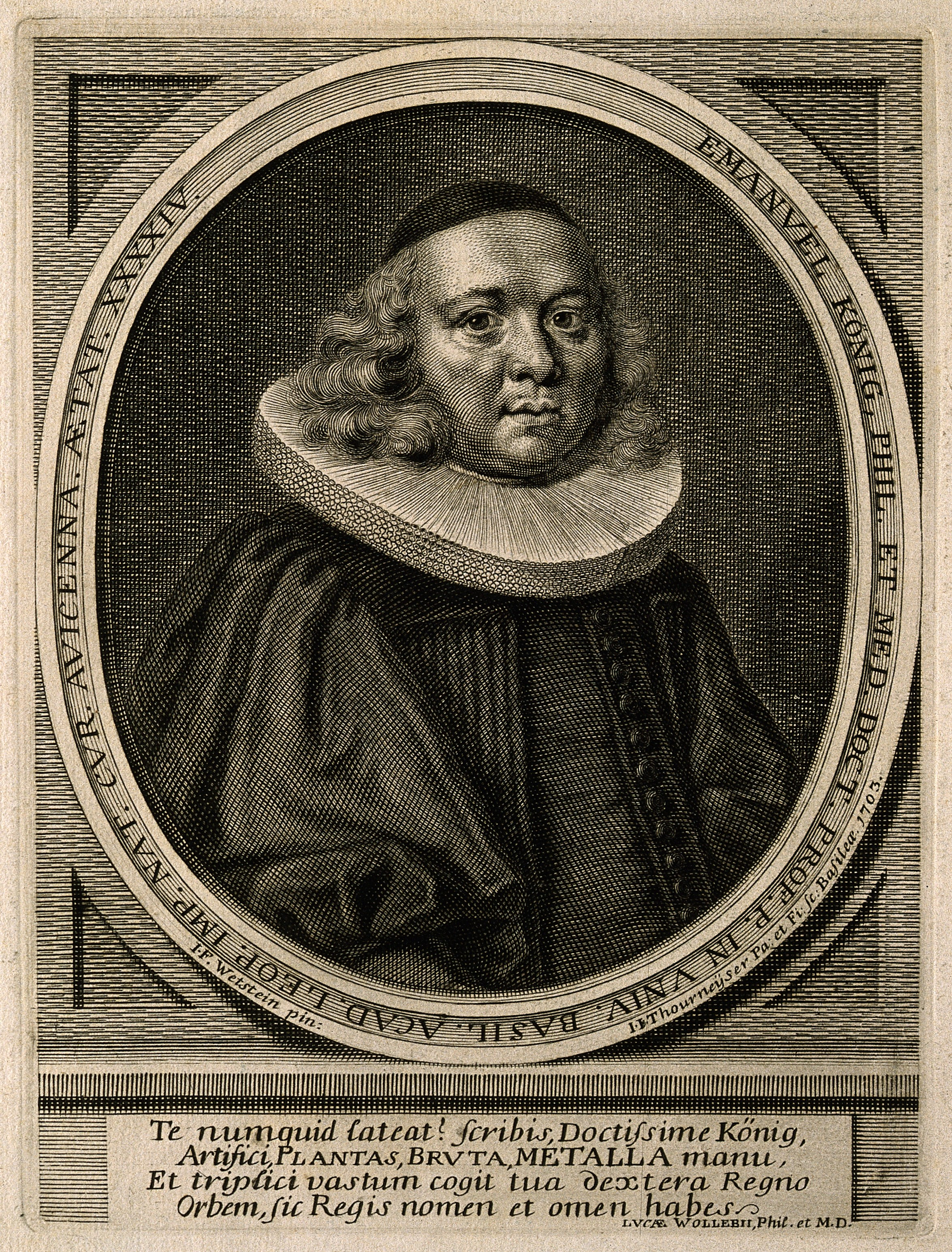
Emanuel König († 1731)

- 1731: Emanuel König, Basler Physiker und Mediziner
- 1741: Wirich Philipp von und zu Daun, Fürst von Teano und kaiserlicher Feldmarschall
- 1746: Francesco Trevisani, italienischer Maler
- 1760: James De Lancey, kommissarischer britischer Gouverneur der Provinz New York
- 1762: Johann Valentin Görner, deutscher Barockkomponist
- 1764: Philipp Hafner, österreichischer Schriftsteller und Literaturkritiker
- 1768: Giorgio Baffo, italienischer Jurist und Dichter
- 1771: Thomas Gray, britischer Dichter, Gelehrter und Briefeschreiber
- 1775: Daniel Heinrich Arnoldt, deutscher Theologe
- 1775: Christian Reichart, deutscher Begründer des Gartenbaus
- 1781: Carl August von Veltheim, deutscher Generalleutnant und Generalinspekteur der hannoverschen Kavallerie
- 1791: Johann Gottfried Hermann, deutscher lutherischer Theologe
- 1795: Allard Hulshoff, niederländischer reformierter Theologe

### 19. Jahrhundert
- 1802: Franciscus Kareu, polnischer Ordensgeneral der Jesuiten
- 1810: Johann Andreas Sixt, deutscher evangelischer Theologe und Philologe
- 1811: Miguel Hidalgo, mexikanischer Priester und Revolutionär
- 1820: Ewald Georg von Massow, preußischer Staatsminister und Oberlandeshauptmann für Schlesien
- 1840: Jean Joseph Jacotot, französischer Gelehrter, Begründer der nach ihm benannten Unterrichtsmethode
- 1848: Wilhelm Karl Friedrich Suckow, deutscher Mediziner

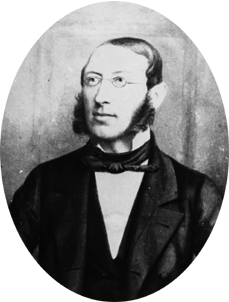
Georg Weerth († 1856)

- 1856: Georg Weerth, deutscher Kaufmann und Schriftsteller
- 1866: Gábor Egressy, ungarischer Schauspieler
- 1873: Christian Gottlieb Ziller, deutscher Baumeister
- 1868: Michael Tompa, ungarischer Dichter
- 1876: Iwan Soschenko, ukrainischer Maler und Kunstlehrer
- 1880: Francesco Saverio Apuzzo, italienischer Geistlicher, Erzbischof von Capua, Kardinal
- 1880: Hipolit Skimborowicz, polnischer Autor, Journalist und Herausgeber
- 1883: Dục Đức, vietnamesischer Kaiser
- 1884: Mark Pattison, britischer Autor
- 1888: Moses Petschek, böhmischer Unternehmer, Begründer der Unternehmerdynastie Petschek
- 1890: Ferdinand Schmidt, deutscher Schriftsteller und Volkspädagoge
- 1897: Alfred von Arneth, österreichischer Historiker und Politiker, Mitglied der Frankfurter Nationalversammlung, Reichsrat
- 1898: Otto von Bismarck, deutscher Politiker und Staatsmann, preußischer Ministerpräsident, erster Reichskanzler des Deutschen Reiches
- 1899: Oktavio von Boehn, preußischer General
- 1899: Adelheid Christine zu Schaumburg-Lippe, Mitglied des Hauses Schaumburg-Lippe und Herzogin von Schleswig-Holstein-Sonderburg-Glücksburg
- 1900: Alfred, Herzog von Sachsen-Coburg und Gotha

### 20. Jahrhundert

#### 1901–1950

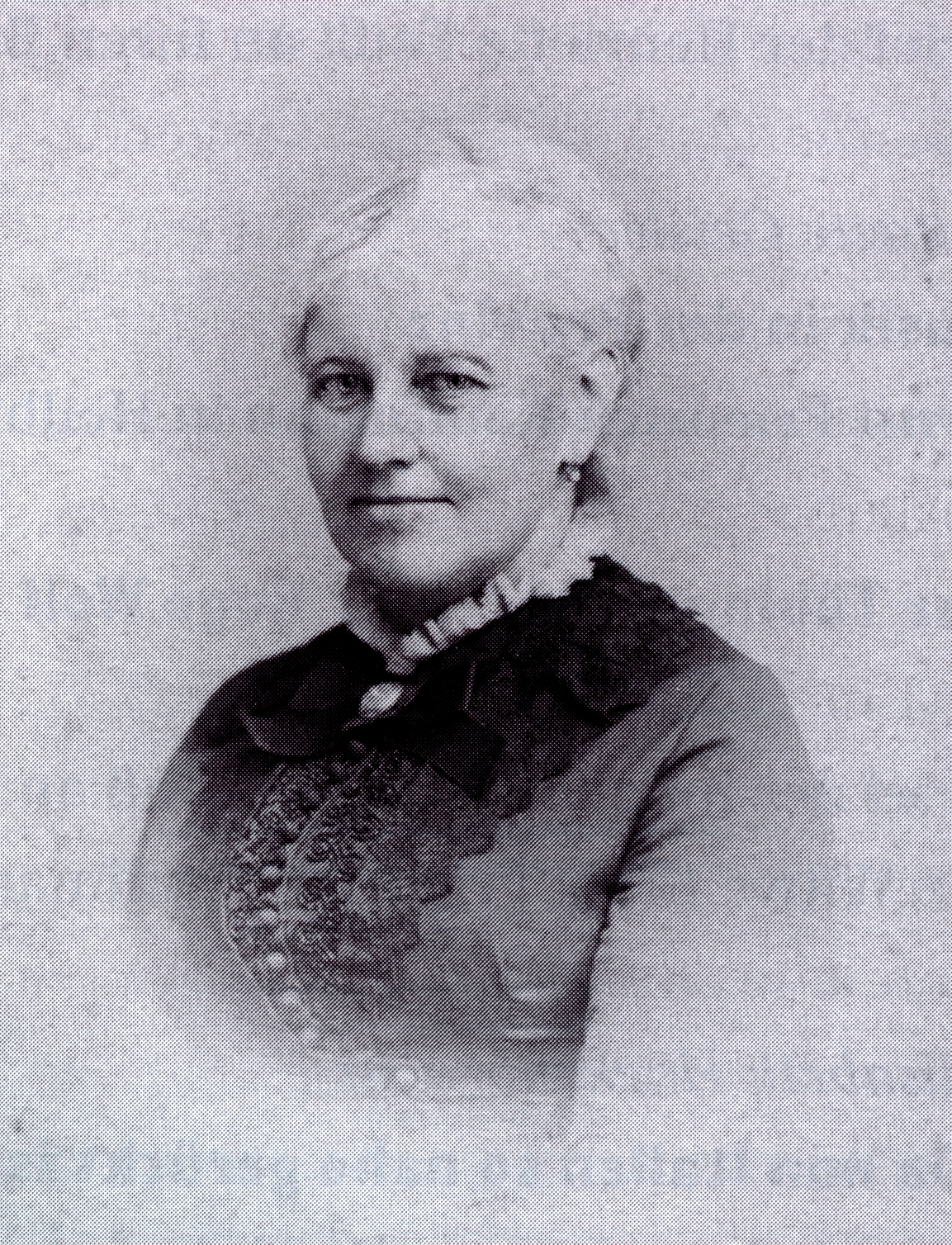
Henriette Faißt († 1902)

- 1901: Herbert Baxter Adams, US-amerikanischer Historiker und Hochschullehrer
- 1901: Richard von Arnim, preußischer Offizier
- 1902ː Henriette Faißt, deutsche Industriellengattin, Stifterin und Gründerin der Hugo Wolf Akademie
- 1903ː Rosine Stoltz, französische Opernsängerin
- 1904: Joseph Lajeunesse, kanadischer Musiker und Musikpädagoge
- 1905: August Ferdinand Wäldner, deutscher Orgelbauer
- 1908: James Budd, US-amerikanischer Politiker
- 1911: Adolphe Deslandres, französischer Komponist und Organist

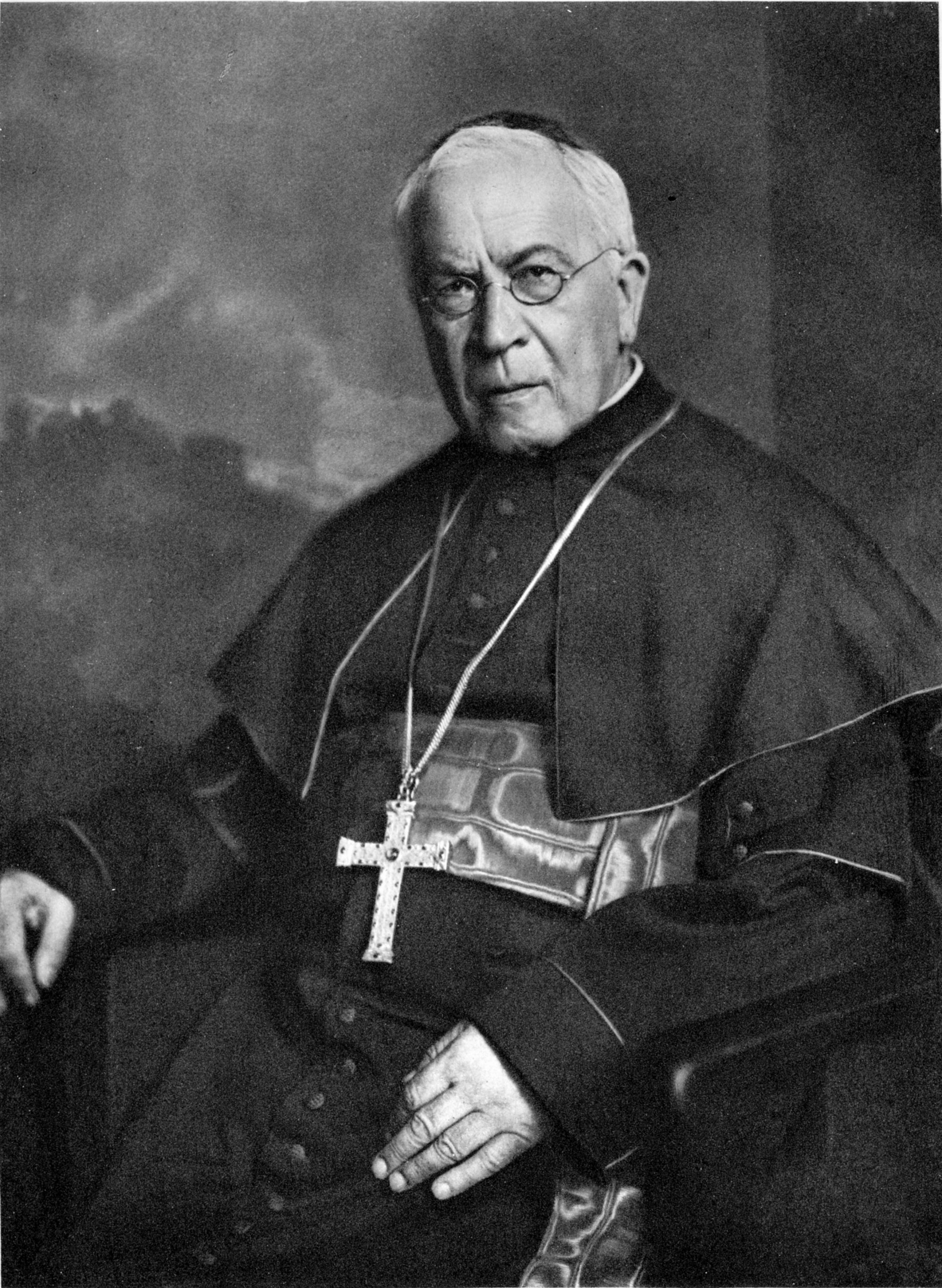
Anton Fischer († 1912)

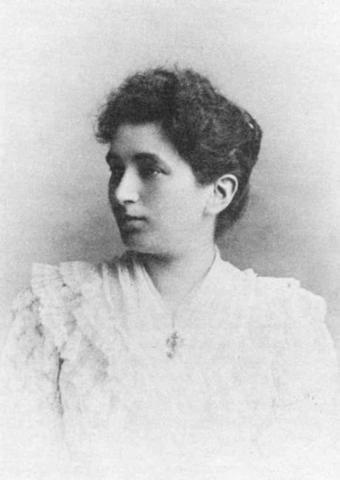
Emma Eckstein († 1924)

- 1912: Anton Fischer, deutscher Geistlicher, Erzbischof von Köln
- 1912: Meiji, Kaiser von Japan
- 1913: Ricardo Bahre, deutscher Architekt
- 1913: August Sternickel, deutscher Mörder
- 1917: Harrison Gray Otis, US-amerikanischer Verleger
- 1921: Luise Ahlborn, deutsche Schriftstellerin
- 1922: Karl Dove, deutscher Geograph, Meteorologe und Afrikaforscher
- 1924ː Emma Eckstein, österreichische Publizistin, Frauenrechtlerin und Kinderbuchautorin, Patientin Freuds
- 1924: Wilhelm Marx, deutscher Kommunal- und Strukturpolitiker
- 1924: James-Alfred Porret, Schweizer Geistlicher und Hochschullehrer
- 1927: James Aggrey, ghanaischer Lehrer und Missionar
- 1927: Robert de Flers, französischer Dramatiker und Journalist
- 1927: Ernst Koerner, deutscher Maler
- 1929: Karl Henckell, deutscher Lyriker und Schriftsteller
- 1930: Joan Gamper, Schweizer Sportler und Fußballfunktionär, Gründer und Präsident des FC Barcelona

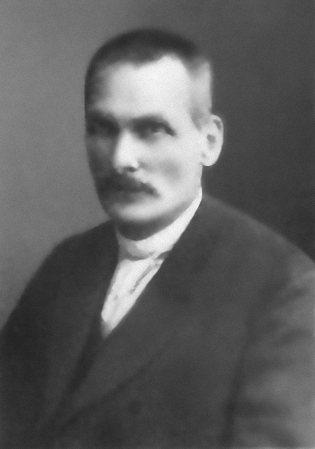
Johannes Benjamin Brennecke († 1931)

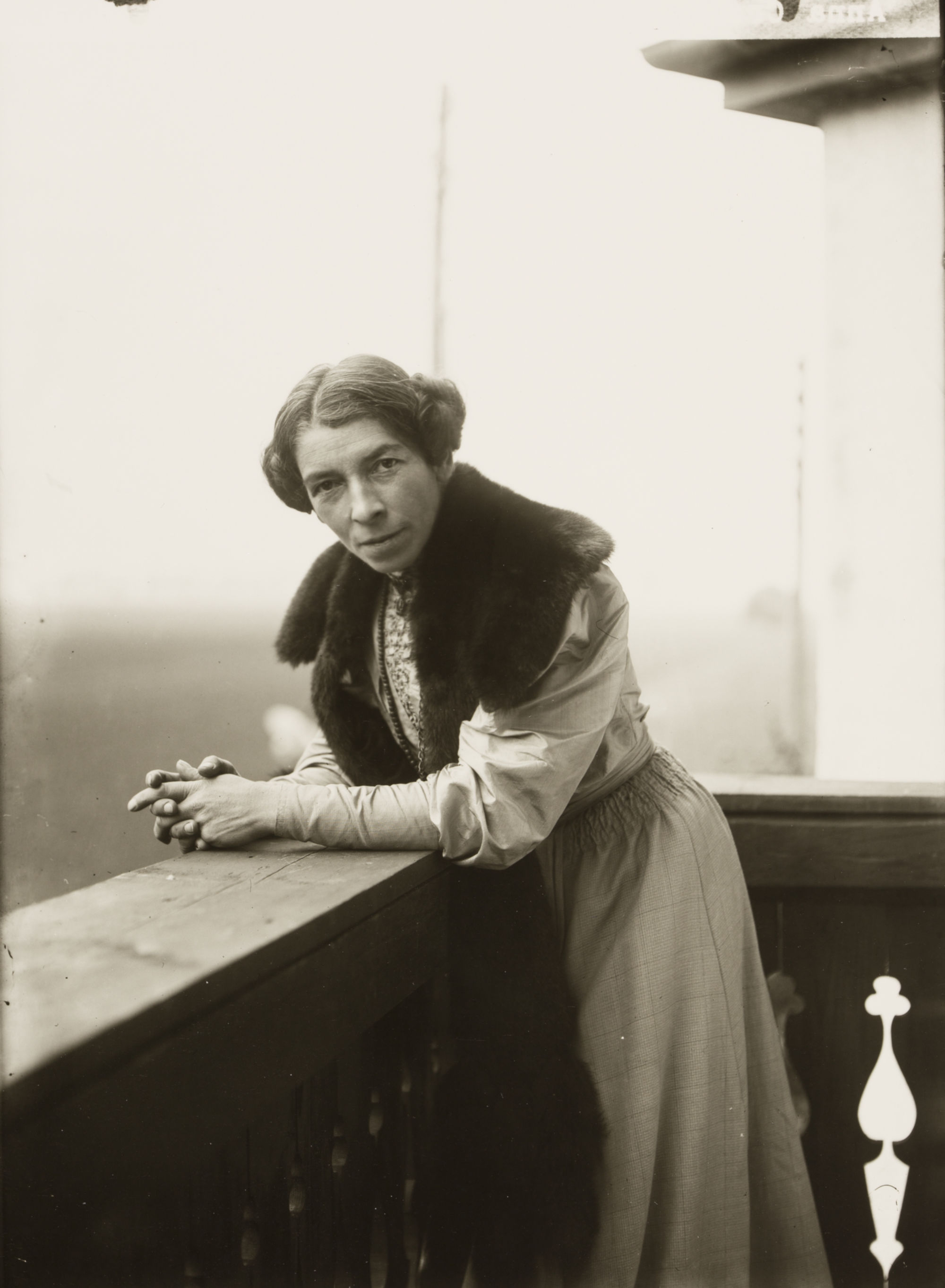
Anna Croissant-Rust († 1943)

- 1931: Johannes Benjamin Brennecke, deutscher Arzt, Geheimer Sanitätsrat
- 1932: Siro Borrani, Schweizer Geistlicher und Kirchenhistoriker
- 1932: Heinrich Kraus von Elislago, österreichischer Feldmarschallleutnant
- 1934: Ernst von Wolzogen, deutscher Schriftsteller
- 1935: Adolf Damaschke, deutscher Pädagoge, Führer der Bodenreformbewegung
- 1936: Wilhelm Baldensperger, französischer Theologe
- 1938: Eva von Arnim, deutsche Schriftstellerin
- 1941: Ado Anderkopp, estnischer Politiker und Journalist, Minister
- 1942ː Renia Spiegel, polnisch-jüdisches Mädchen, Tagebuchautorin, Opfer des Holocaust
- 1943: Anna Croissant-Rust, deutsche Schriftstellerin
- 1943: Benjamin Dale, englischer Organist und Komponist
- 1944: Nikolai Nikolajewitsch Polikarpow, sowjetischer Flugzeugkonstrukteur
- 1944: Otto Walter, Schweizer Verleger, Redakteur, Schriftsteller und Politiker, Nationalrat
- 1945: Kuno von Westarp, deutscher Jurist, Verwaltungsbeamter und Politiker, MdR
- 1947: Joseph Cook, australischer Politiker, Minister, Premierminister
- 1947: Kōda Rohan, japanischer Schriftsteller
- 1950: Alfred Wiłkomirski,  polnischer Geiger, Bratschist und Musikpädagoge

#### 1951–2000

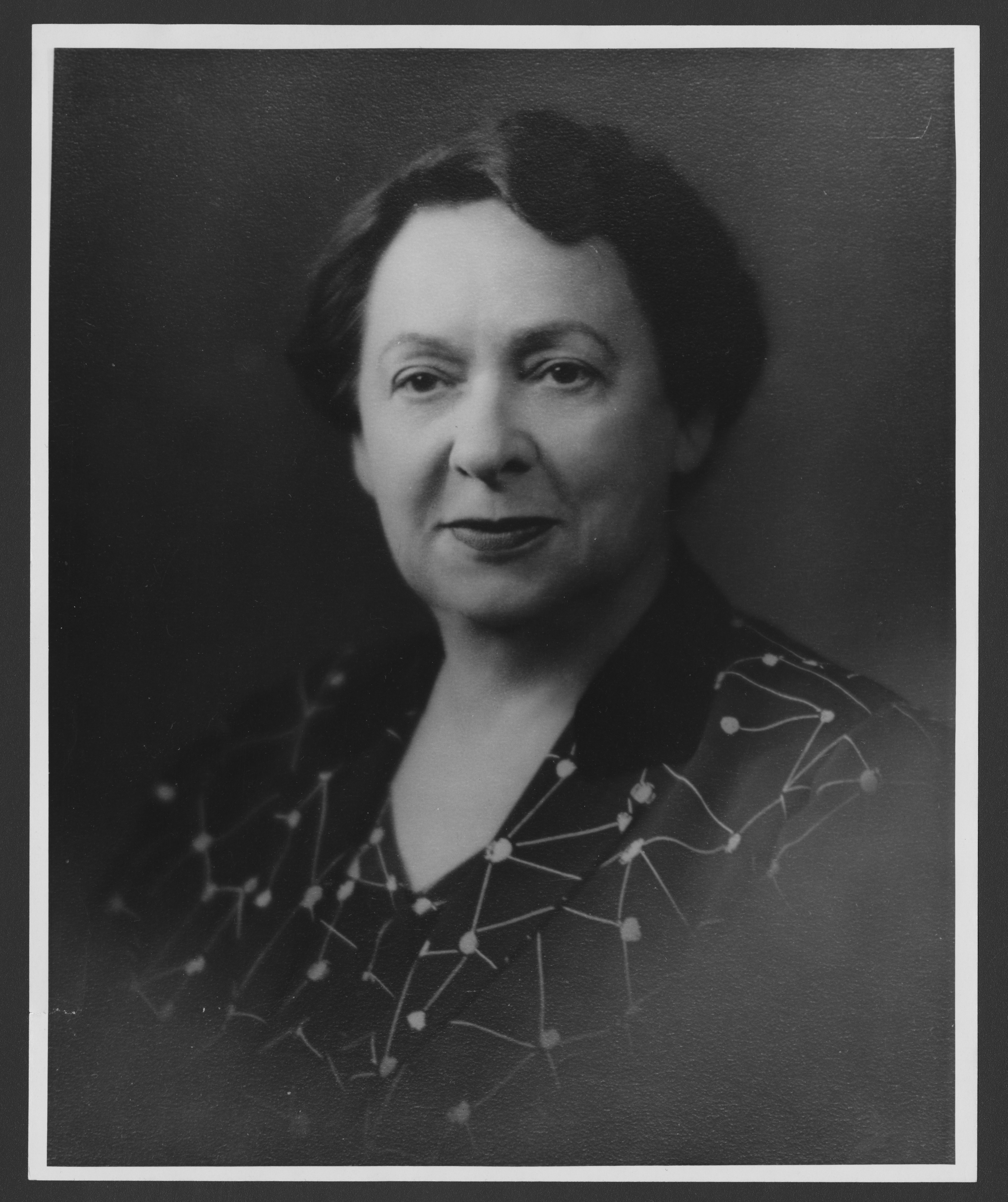
Hazel Hempel Abel († 1966)

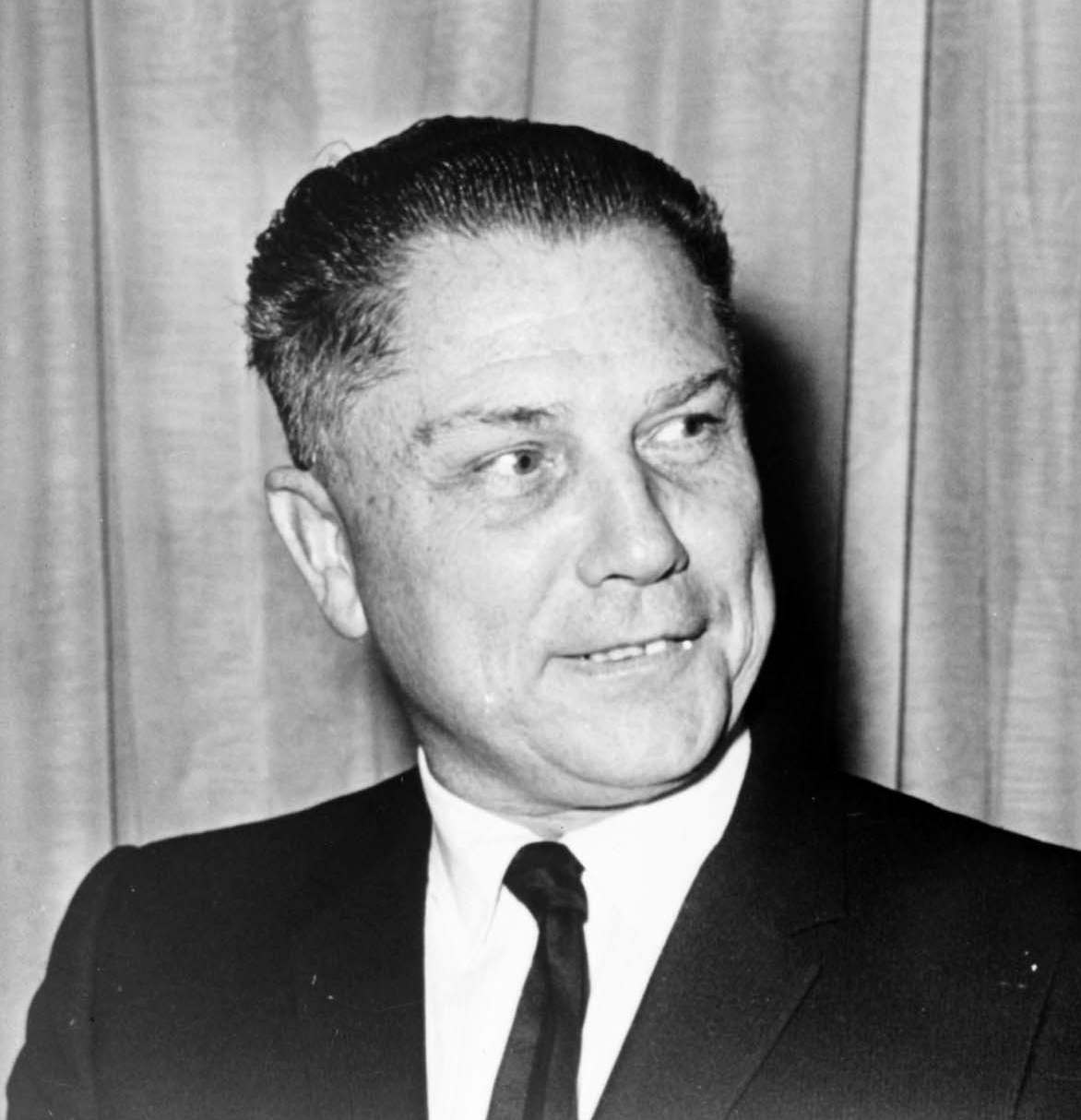
Jimmy Hoffa († 1975)

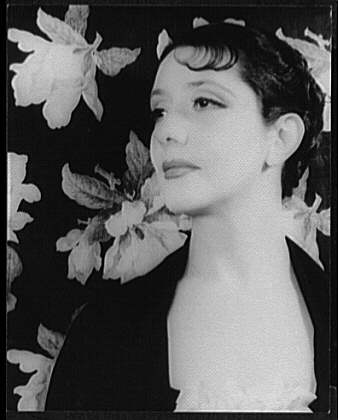
Lynn Fontanne († 1983)

- 1951: Assen Raszwetnikow, bulgarischer Schriftsteller
- 1955: Fritz Schuler, deutscher Politiker, MdL, MdB
- 1959: Minna Lang, deutsche Physikerin
- 1960: Carl Otto Czeschka, österreichisch-deutscher Graphiker und Maler
- 1961: Domenico Tardini, italienischer Priester, Kardinalstaatssekretär und Kardinal
- 1962: Walter Frevert, deutscher Forstmann und Jagdschriftsteller
- 1966: Hazel Hempel Abel, US-amerikanische Politikerin, Senatorin für den Bundesstaat Nebraska
- 1967: Antonio Drapier, Erzbischof und emeritierter apostolischer Delegat für Indochina
- 1967: Alfried Krupp von Bohlen und Halbach, deutscher Ingenieur und Leiter des Krupp-Konzerns
- 1967: Marios Varvoglis, griechischer Komponist
- 1968: Jón Leifs, isländischer Komponist
- 1969: Konstantin Prinz von Bayern, deutscher Politiker, MdB
- 1970: George Szell, ungarisch-US-amerikanischer Dirigent
- 1973: Aref al-Aref, arabischer Journalist, Politiker und Beamter
- 1974: Eddie Johnson, US-amerikanischer Automobilrennfahrer
- 1974: Lew Knipper, russischer Komponist
- 1975: Jimmy Hoffa, US-amerikanischer Gewerkschaftsführer
- 1976: Rudolf Bultmann, deutscher Theologe und Philosoph
- 1977: Jürgen Ponto, deutscher Vorstandssprecher der Dresdner Bank AG
- 1978: Curt Mahr, deutscher Komponist und Akkordeonist
- 1978: Umberto Nobile, italienischer Luftschiffpionier
- 1980: Louis Pons, französischer Automobilrennfahrer
- 1980: Elli Schmidt, deutsche Vorsitzende des DFD in der DDR
- 1983: Lynn Fontanne, britische Schauspielerin
- 1983: Fuzzy Vandivier, US-amerikanischer Basketballspieler
- 1984: Kon Hidemi, japanischer Schriftsteller
- 1985: Andreina Ardizzone Emeri, italienische Politikerin, Frauenrechtlerin und Anwältin
- 1985: François Paco, französischer Automobilrennfahrer
- 1985: Julia Robinson, US-amerikanische Mathematikerin
- 1985: Robert Sénéchal, französischer Unternehmer und Automobilrennfahrer
- 1986: John N. Dalton, US-amerikanischer Politiker
- 1991ː Flora Steiger-Crawford, Schweizer Architektin, Möbeldesignerin und Bildhauerin
- 1992: Ulrich Aust, deutscher Architekt und Denkmalpfleger

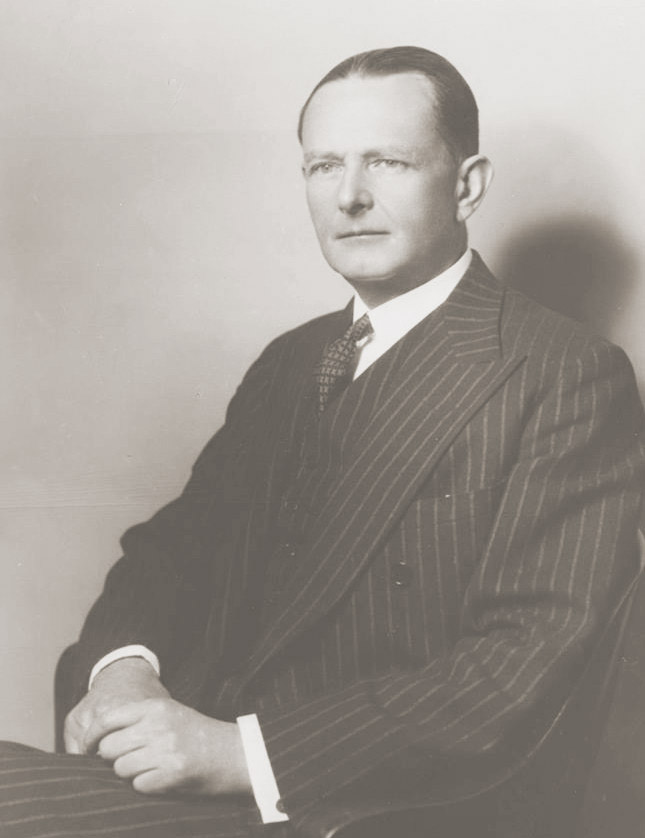
Edward Raczyński († 1993)

- 1993: Edward Raczyński, polnischer Diplomat
- 1995: Aleksander Bardini, polnischer Schauspieler und Regisseur
- 1995: Nikolai Dmitrijewitsch Kusnezow, sowjetischer Triebwerkskonstrukteur
- 1996: Claudette Colbert, französisch-US-amerikanische Schauspielerin
- 1996: Magda Schneider, deutsche Schauspielerin
- 1997: Bảo Đại, vietnamesischer Kaiser
- 2000: Werner Cyprys, deutscher Sänger und Komponist, Liedtexter und Musikproduzent
- 2000: Hermann Gablenz, deutscher Motorradrennfahrer

### 21. Jahrhundert
- 2001: Ekkehard Gries, deutscher Jurist und Politiker, MdL, Landesminister, MdB
- 2001: Anton Schwarzkopf, deutscher Konstrukteur von Achterbahnen
- 2002: Josef Arthold, österreichischer Politiker, LAbg, Abgeordneter zum Nationalrat
- 2002: Willy Mattes, österreichischer Komponist
- 2003: Sam Phillips, US-amerikanischer Produzent und Musiklabelbesitzer, Entdecker von Elvis Presley
- 2003: Hansgeorg Stengel, deutscher Journalist, Schriftsteller, Satiriker und Kabarettist
- 2004: Ellen Auerbach, deutsch-US-amerikanische Fotokünstlerin
- 2004: Jan Hanuš, tschechischer Komponist
- 2004: Wolfgang Ullmann, deutscher Theologe, Kirchenhistoriker und Politiker
- 2005: John Garang, sudanesischer Rebellenführer und Politiker
- 2005: Erni Singerl, deutsche Schauspielerin
- 2006: Duygu Asena, türkische Journalistin, Schriftstellerin und Frauenrechtlerin
- 2006: Emanuel Scharfenberg, deutscher Bildhauer
- 2007: Michelangelo Antonioni, italienischer Regisseur

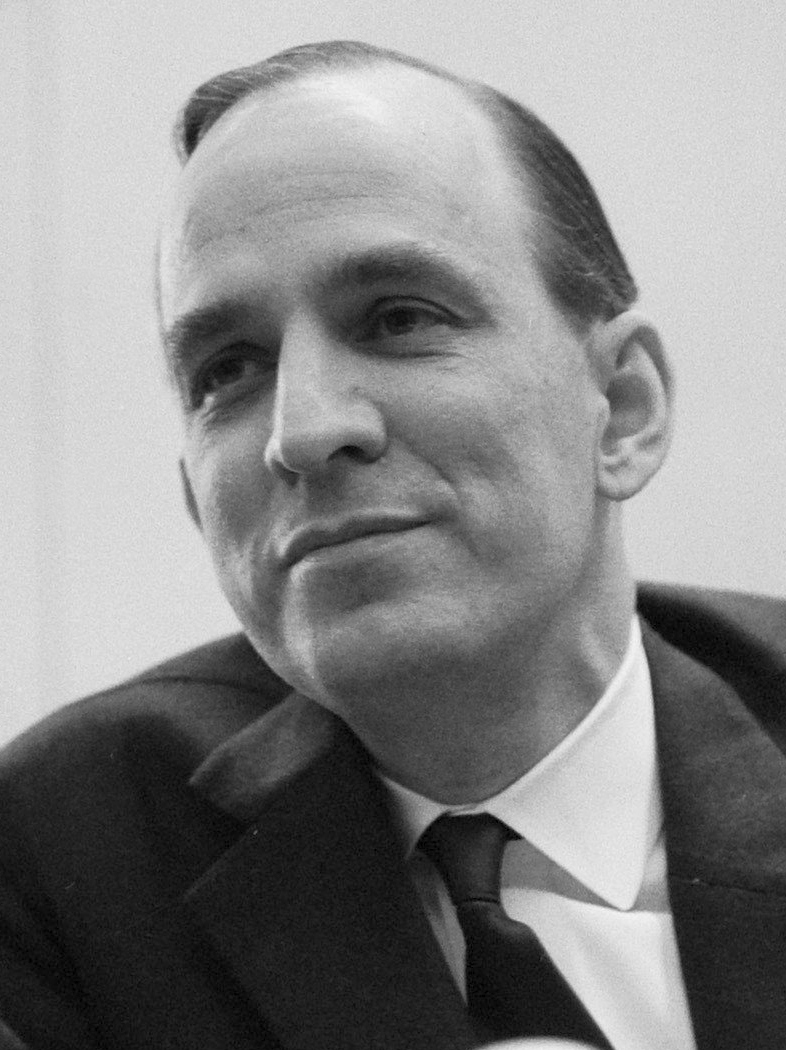
Ingmar Bergman († 2007)

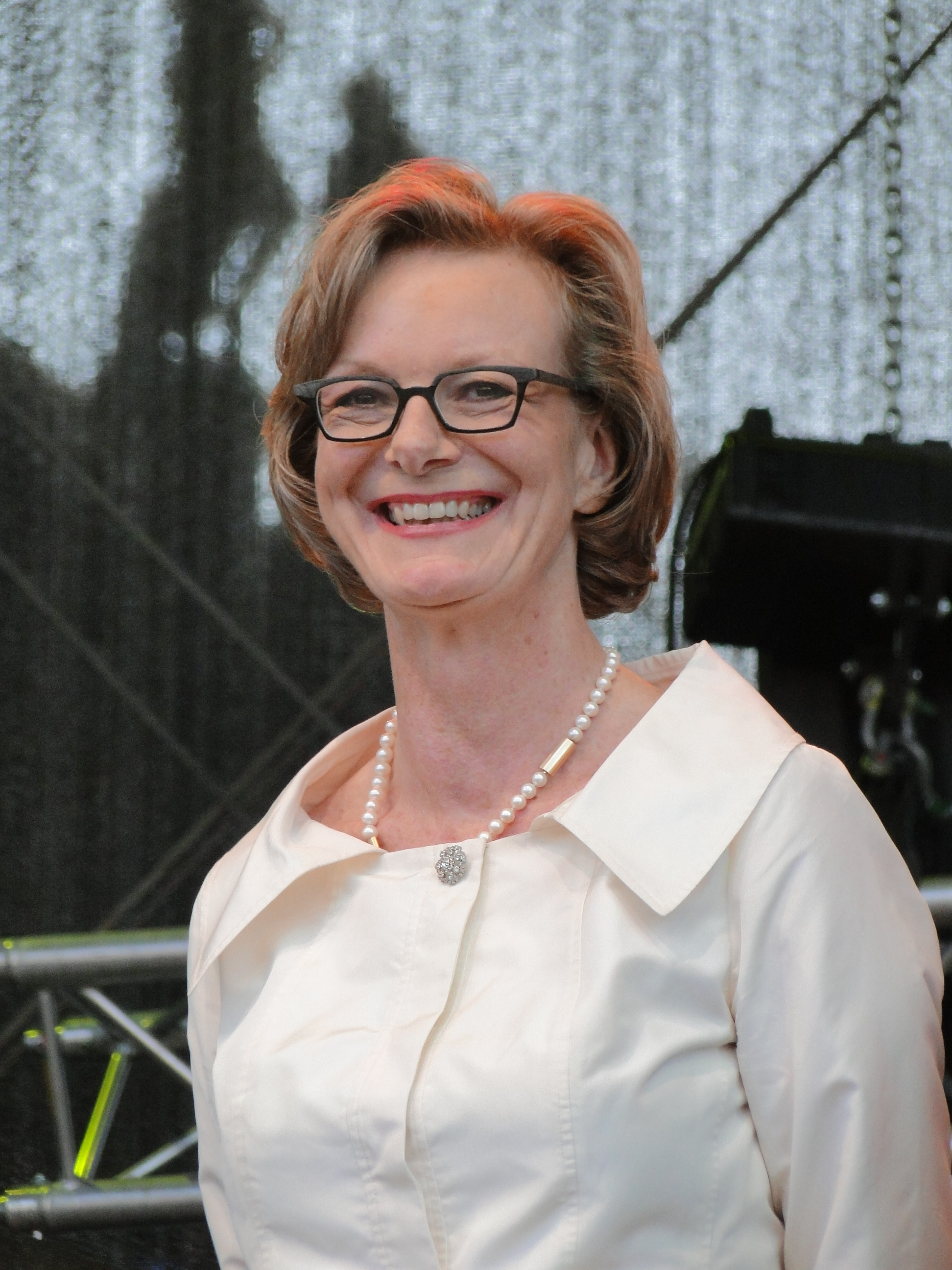
Ulrike Hessler († 2012)

- 2007: Ingmar Bergman, schwedischer Regisseur
- 2007: Makoto Oda, japanischer Schriftsteller
- 2007: Bill Walsh, US-amerikanischer American-Football-Trainer
- 2008: Anne Armstrong, US-amerikanische Diplomatin und Politikerin
- 2009: Dieter Ahlers, deutscher Jurist
- 2009: Peter Zadek, deutscher Regisseur
- 2011ː Afra Bianchin Scarpa, italienische Architektin
- 2011ː Hikmat Abu Zayd, ägyptische Politikerin und Hochschullehrerin
- 2012: Maeve Binchy, irische Schriftstellerin
- 2012: Ulrike Hessler, deutsche Autorin, Journalistin und Intendantin
- 2013: Uwe Bahnsen, deutscher Automobil-Designer
- 2013: Berthold Beitz, deutscher Industrieller

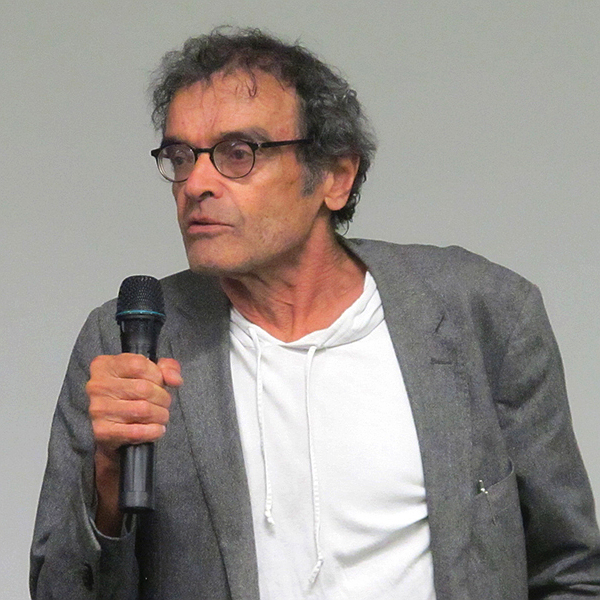
Harun Farocki († 2014)

- 2014: Harun Farocki, deutscher Filmemacher
- 2014: Peter Hall, britischer Geograph, Stadtforscher und -planer
- 2015: Lynn Anderson, US-amerikanische Countrysängerin
- 2015: Alena Vrzáňová, tschechoslowakische Eiskunstläuferin
- 2016: Gloria DeHaven, US-amerikanische Schauspielerin
- 2016: Hans-Georg Ponesky, deutscher Showmaster
- 2016: Angelika Schrobsdorff, deutsche Schriftstellerin
- 2017: Josef Ahammer, österreichischer römisch-katholischer Geistlicher
- 2017: Hugh McLean, kanadischer Organist
- 2018: Uwe Brandner, deutscher Filmregisseur und Autor
- 2018: Gerhard Jagschitz, österreichischer Historiker
- 2019: Albert W. Bally, niederländisch-US-amerikanischer Geophysiker und Geologe
- 2019: Max Wichtl, österreichischer Pharmazeut
- 2020: Leslie Iversen, britischer Pharmakologe
- 2020: Lee Teng-hui, taiwanischer Politiker
- 2021: Babu wa Loliondo, tansanischer Geistlicher und Wunderheiler
- 2021: Ingrid Fröhlich, deutsche Schauspielerin und Unternehmerin
- 2022: Honorata Mroczek, polnische Turnerin
- 2022: Nichelle Nichols, US-amerikanische Schauspielerin und Sängerin
- 2023: Paul Reubens, US-amerikanischer Schauspieler

## Feier- und Gedenktage
- Kirchliche Gedenktage
  - August Vilmar, deutscher Theologe, Staatsrat und Literaturwissenschaftler (evangelisch)
  - William Penn, englischer Quäker, Gründer des späteren US-Staates Pennsylvania (evangelisch)
  - Robert Barnes, englischer Märtyrer (evangelisch: LCMS)
- Namenstage
  - Ingeburg
- Internationaler Tag der Freundschaft

Weitere Einträge enthält die Liste von Gedenk- und Aktionstagen.